# Vespidae
Famille
Les Vespidae (vespidés en français) sont une famille d'insectes hyménoptères comprenant des guêpes sociales et de nombreuses guêpes solitaires. Il s'agit de la deuxième plus nombreuse famille de guêpes avec plus de 5 000 espèces, derrière les Crabronidae.

## La colonie
Le nid est constitué d'alvéoles de « carton » que les guêpes produisent en mastiquant du bois pour le mélanger à leur salive. Ce procédé de fabrication a été étudié par l'homme pour la technique de fabrication du papier à partir de la cellulose du bois. Chaque alvéole est destiné à recevoir un œuf. Une fois déposé par la reine, celui-ci mettra environ vingt jours pour parvenir à l'état adulte.
La reine ou la femelle fondatrice (l'appellation dépend de l'espèce) détient un stock de spermatozoïdes qui lui servira durant toute sa vie. Elle gère la fécondation des œufs qu'elle va pondre. Fécondés, ils donneront des individus femelles ; non fécondés, ils donneront des individus mâles qui sont par conséquent haploïdes. Par la suite, le type de nourriture que les larves reçoivent permet de déterminer la possibilité qu'elles auront de se reproduire.
Pendant la saison, la colonie voit croître des individus femelles, nourris et élevés pour devenir des ouvrières : elles passeront leur vie à s'occuper de la survie du nid en allant chercher la nourriture et en élevant les nouveaux individus. Ces ouvrières peuvent être fertiles et participer à la croissance de la colonie. À la fin de l'été, les ouvrières construisent des alvéoles dans lesquelles la reine dépose des œufs destinés à devenir des futures reines et des mâles. Rendus à maturité, ces individus reproducteurs se rassemblent pour un vol nuptial pendant lequel ils s'accouplent. Le mâle a un rôle strictement reproducteur et meurt après l'accouplement.

## Alimentation
Les guêpes sociales sont omnivores avec une prédilection pour la viande. Elles chassent des mouches, des chenilles ainsi que d'autres insectes nuisibles (parasites du bétail par exemple) pour nourrir le nid, sans dédaigner les pièces de boucherie que les humains peuvent laisser à l'air libre.
Elles reconnaissent leur appartenance à une colonie grâce à des phéromones spécifiques au nid : une guêpe, même de la même espèce, sera ainsi rejetée par un nid auquel elle n'appartient pas. Elles savent également retrouver la position de leur colonie en se repérant en fonction de la position du soleil.

## Pollinisation
De nombreuses espèces sont des vecteurs de pollen et contribuent à la pollinisation de plusieurs plantes.

## Taxonomie
En Europe on rencontre les sous-familles suivantes :
- Eumeninae - solitaires avec les genres : Ancistrocerus, Delta, Eumenes, Odynerus
- Masarinae - solitaires avec les genres : Celonites, Ceramius, Jugurtia, Quartinia
- Vespinae - sociaux  avec les genres : Vespa, Vespula, Dolichovespula
- Polistinae - sociaux avec le genre : Polistes

### Liste des sous-familles et genres au niveau mondial
Sous-famille Eumeninae
- Ancistrocerus
- Delta Saussure, 1855
- Eumenes Latreille, 1802
- Odynerus Latreille, 1802
- Pachodynerus Saussure, 1875

Sous-famille Masarinae
- Celonites
- Ceramius
- Jugurtia
- Quartinia

Sous-famille Vespinae
- Vespa Linnaeus, 1758
- Dolichovespula Rohwer, 1916
- Vespula Thomson, 1869
- Provespa Ashmead, 1903
- † Palaeovespa Cockerell[8], 1906

Sous-famille Polistinae
- Angiopolybia Araujo, 1946
- Agelaia Ducke, 1910
- Apoica Lepeletier, 1836
- Belonogaster de Saussure, 1854
- Brachygastra Perty, 1833
- Cartergellus Bequaert, 1938
- Charterginus Fox, 1898
- Chartergus Lepeletier, 1836
- Clypearia de Saussure, 1854
- Epipona Latreille, 1802
- Euparagia Cresson, 1879
- Leipomeles Moebius, 1856
- Marimbonda Richards, 1978
- Metapolybia Ducke, 1905
- Mischocyttarus Saussure, 1853
- Nectarinella Bequaert, 1938
- Occipitalia Richards, 1978
- Parachartergus R.Von Ihering, 1904
- Polistes Latreille, 1802
- Polybia Lepeletier, 1836
- Protolybia Ducke, 1905
- Pseudochartergus Ducke, 1905
- Pseudopolybia Von Della Torre, 1894
- Synoeca de Saussure, 1852
- Synoecoides Ducke, 1905

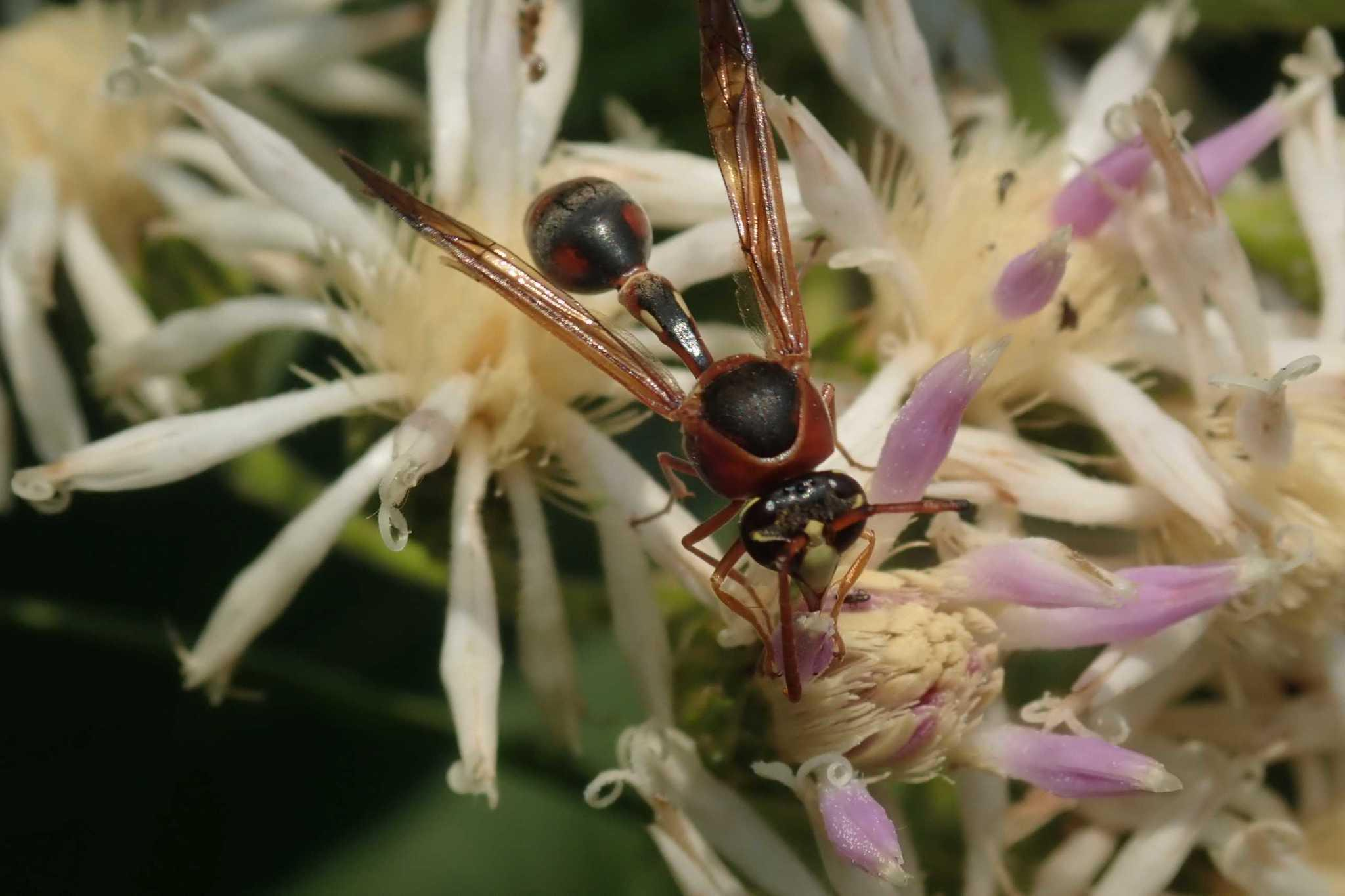
Afreumenes aethiopicus
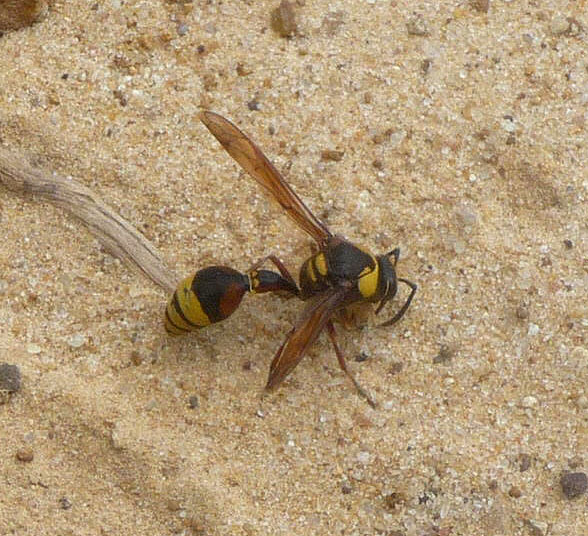
Delta unguiculatum
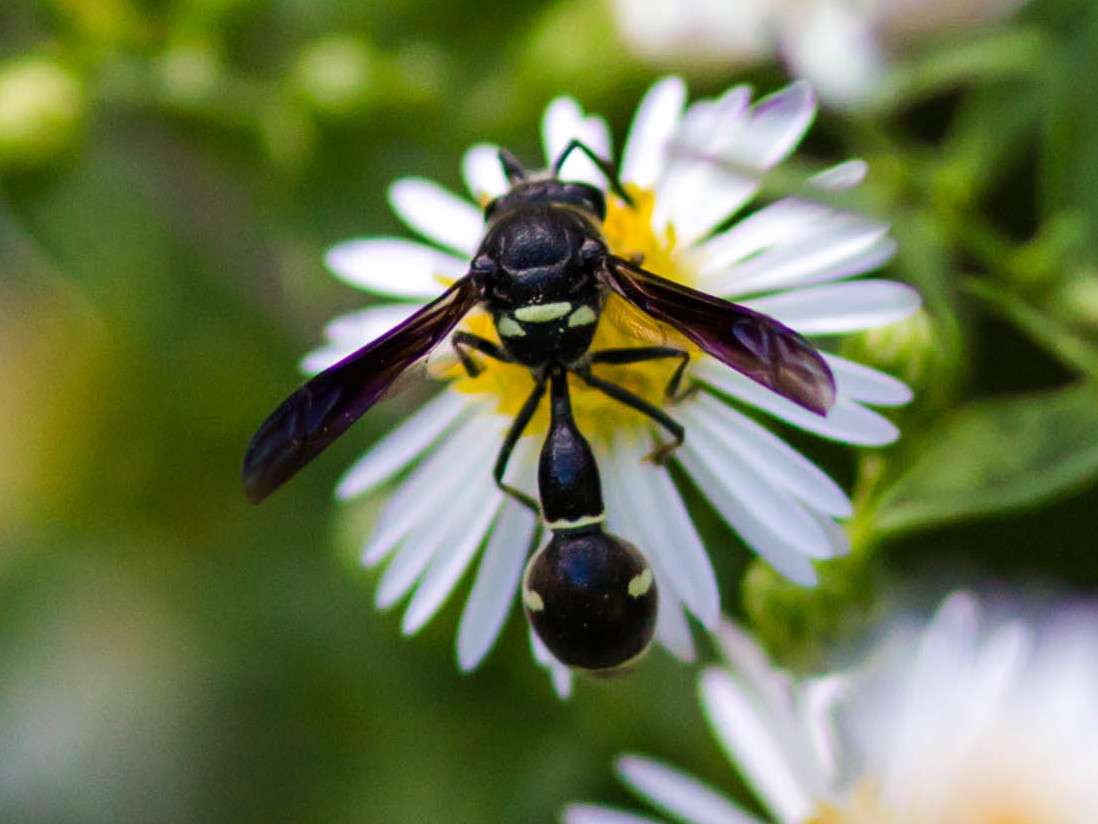
Eumenes fraternus
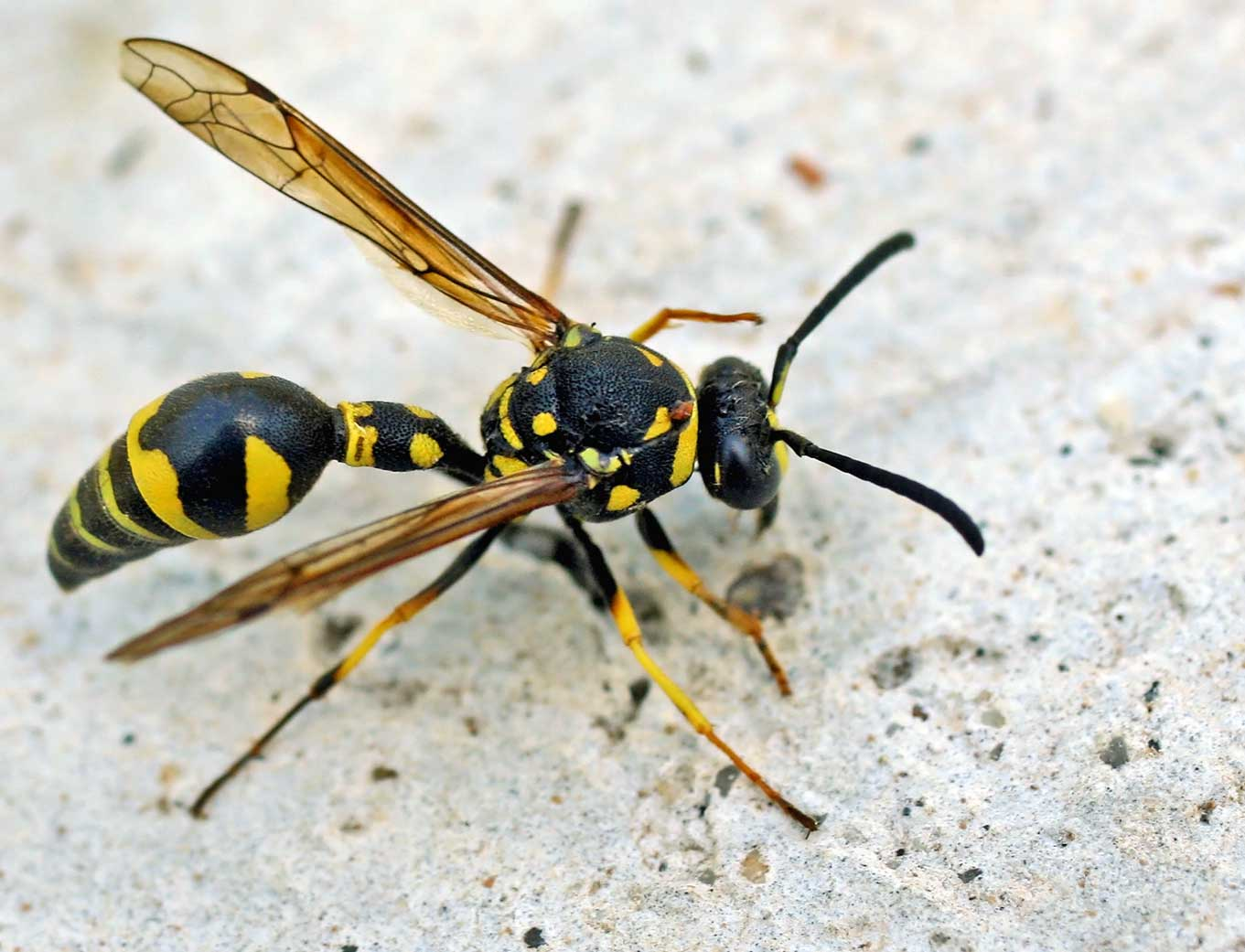
Katamenes arbustorum
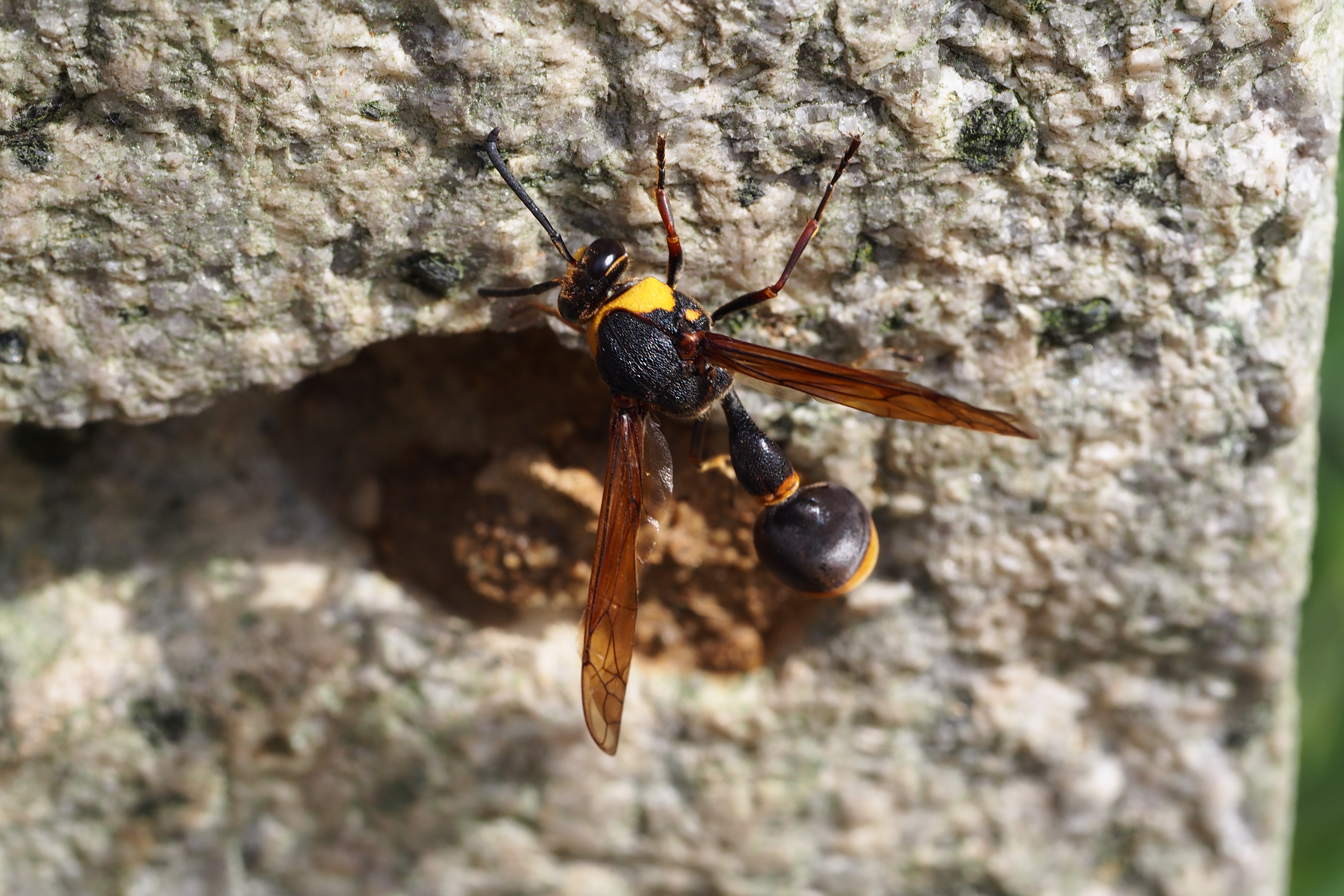
Oreumenes decoratus
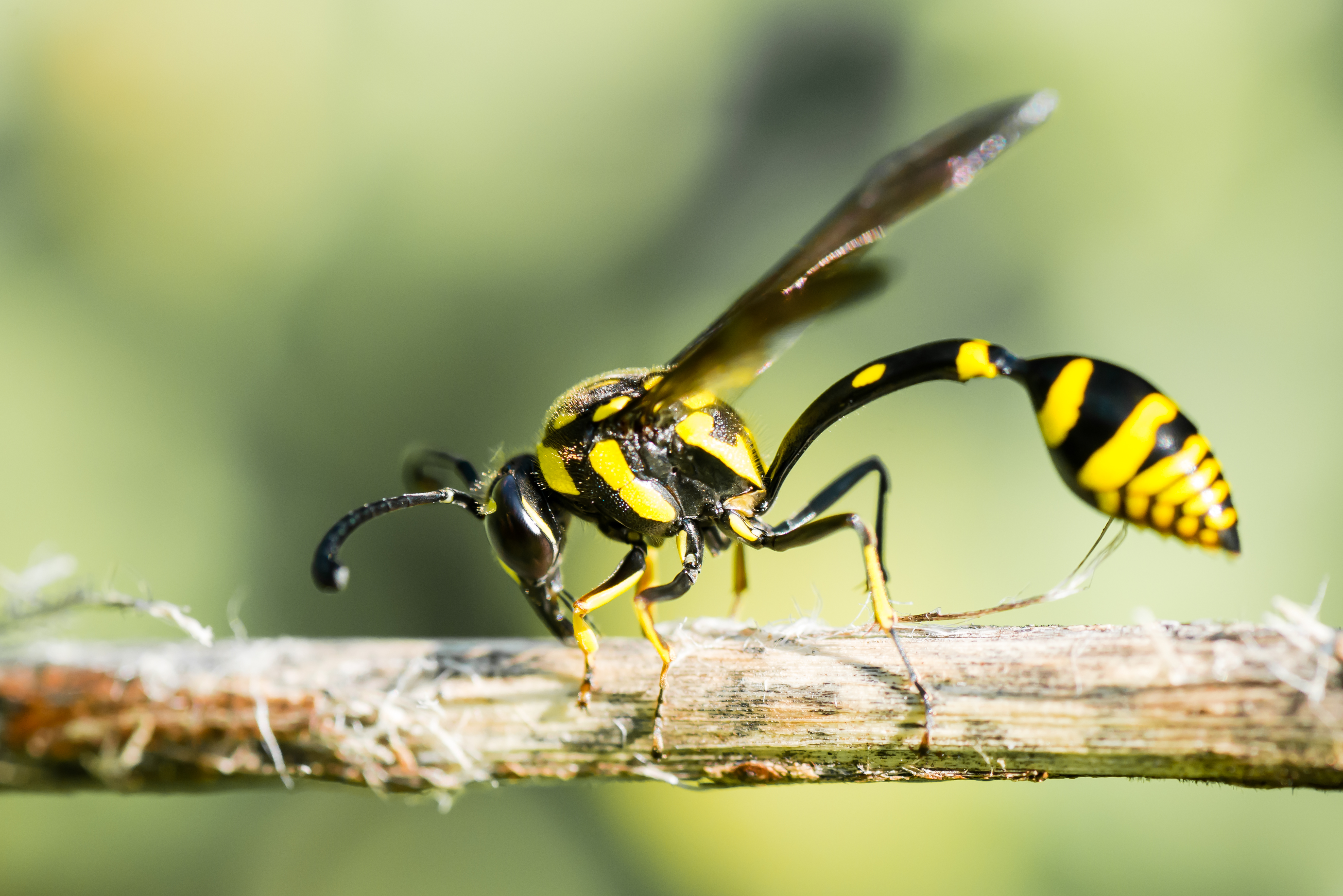
Phimenes flavopictus
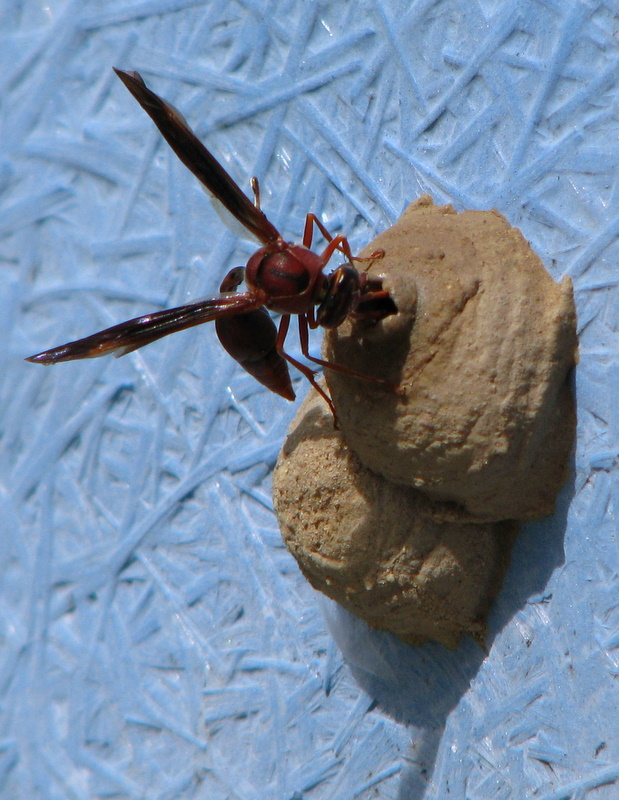
Zeta argillaceum
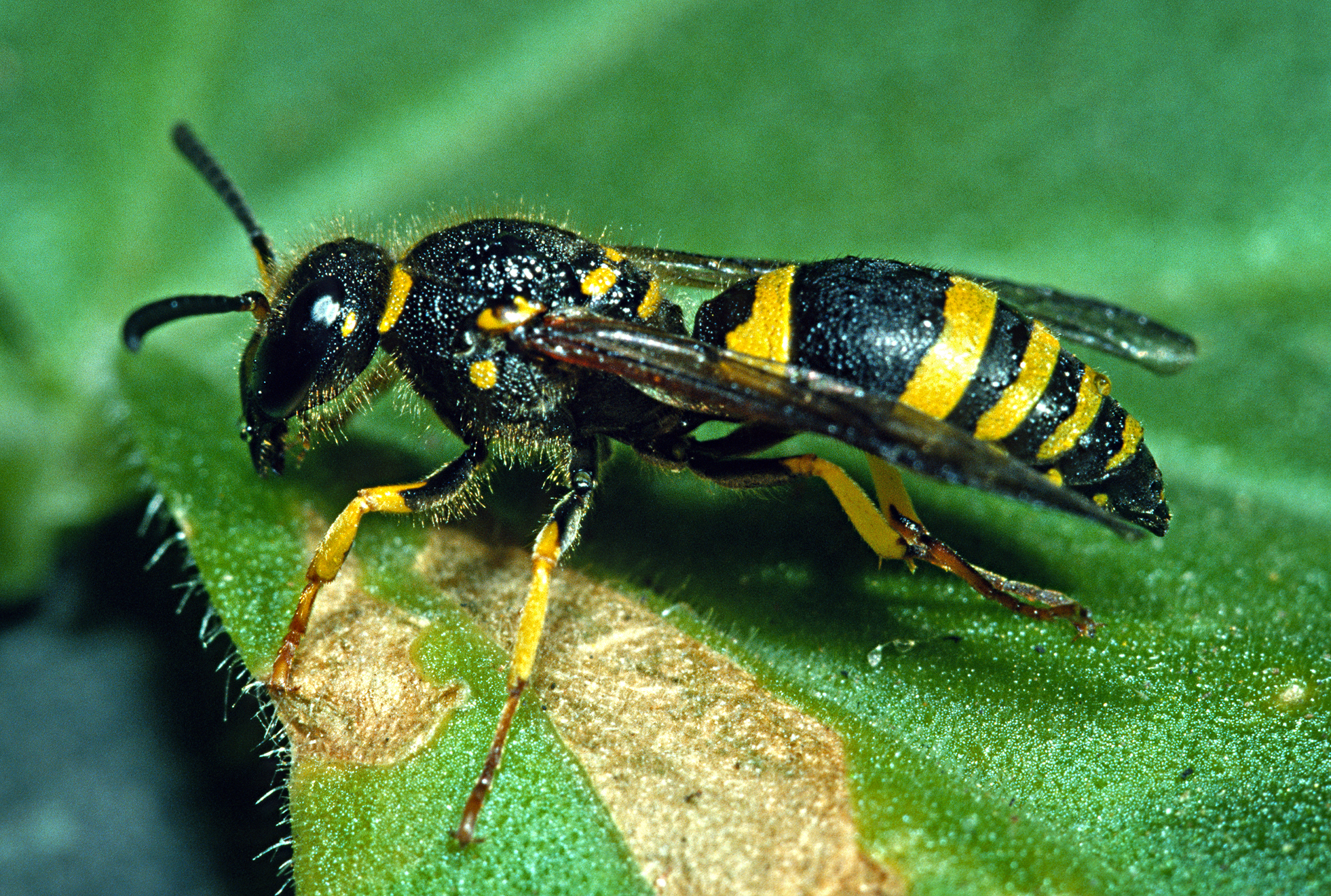
Ancistrocerus gazella
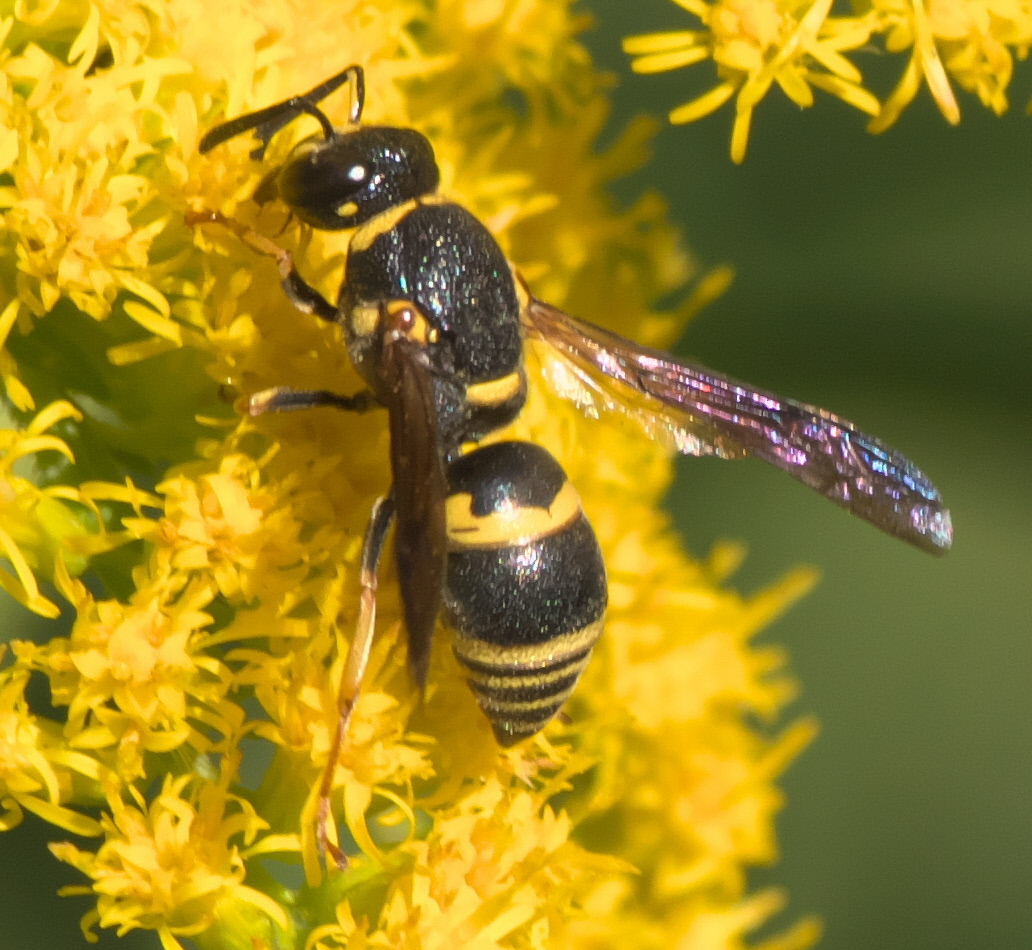
Euodynerus foraminatus
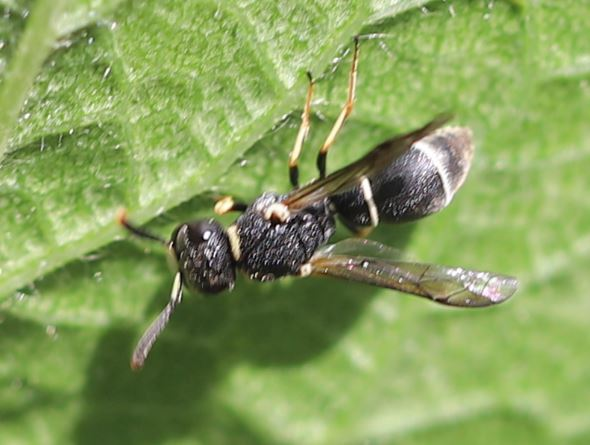
Leptochilus regulus
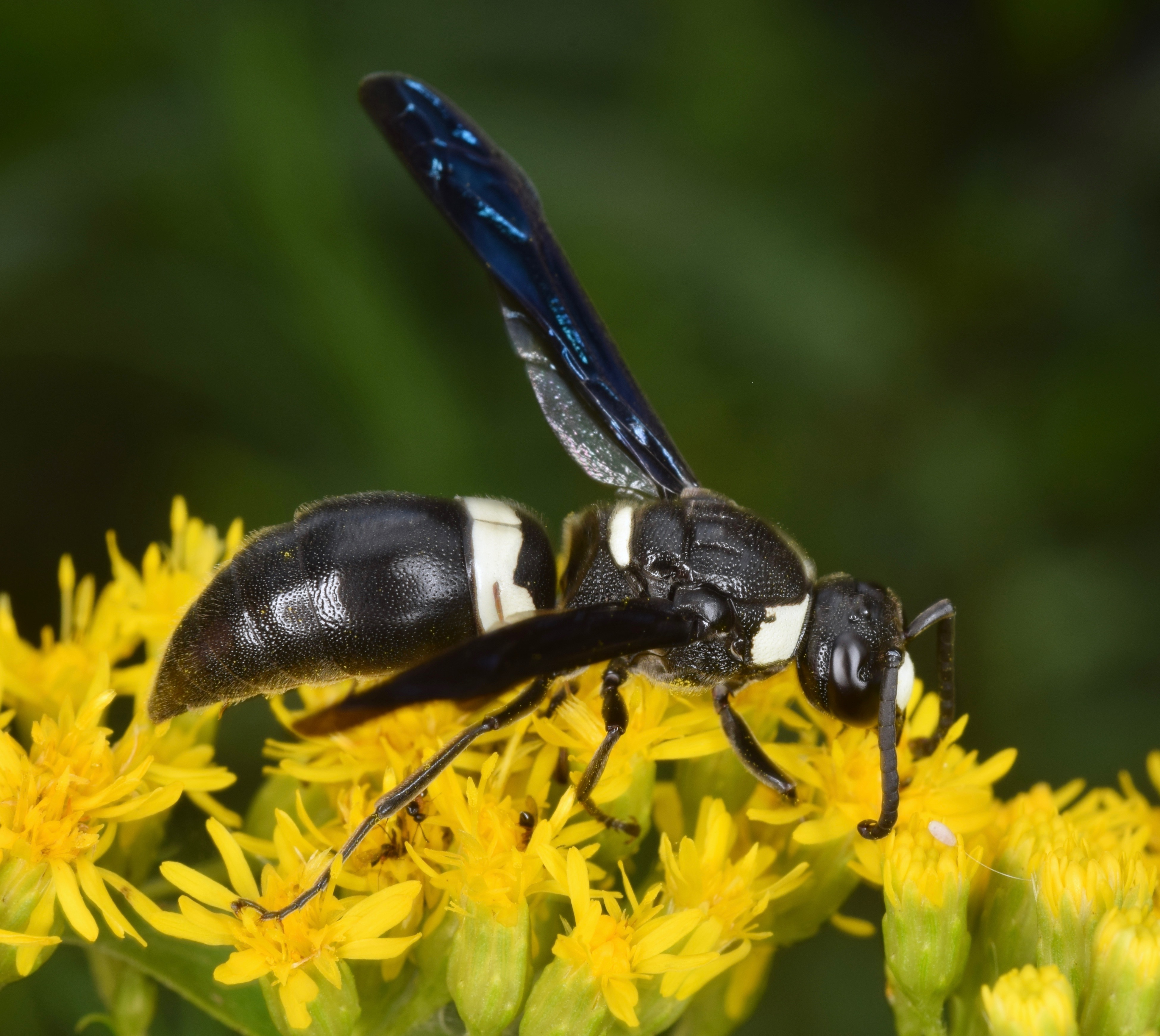
Monobia quadridens
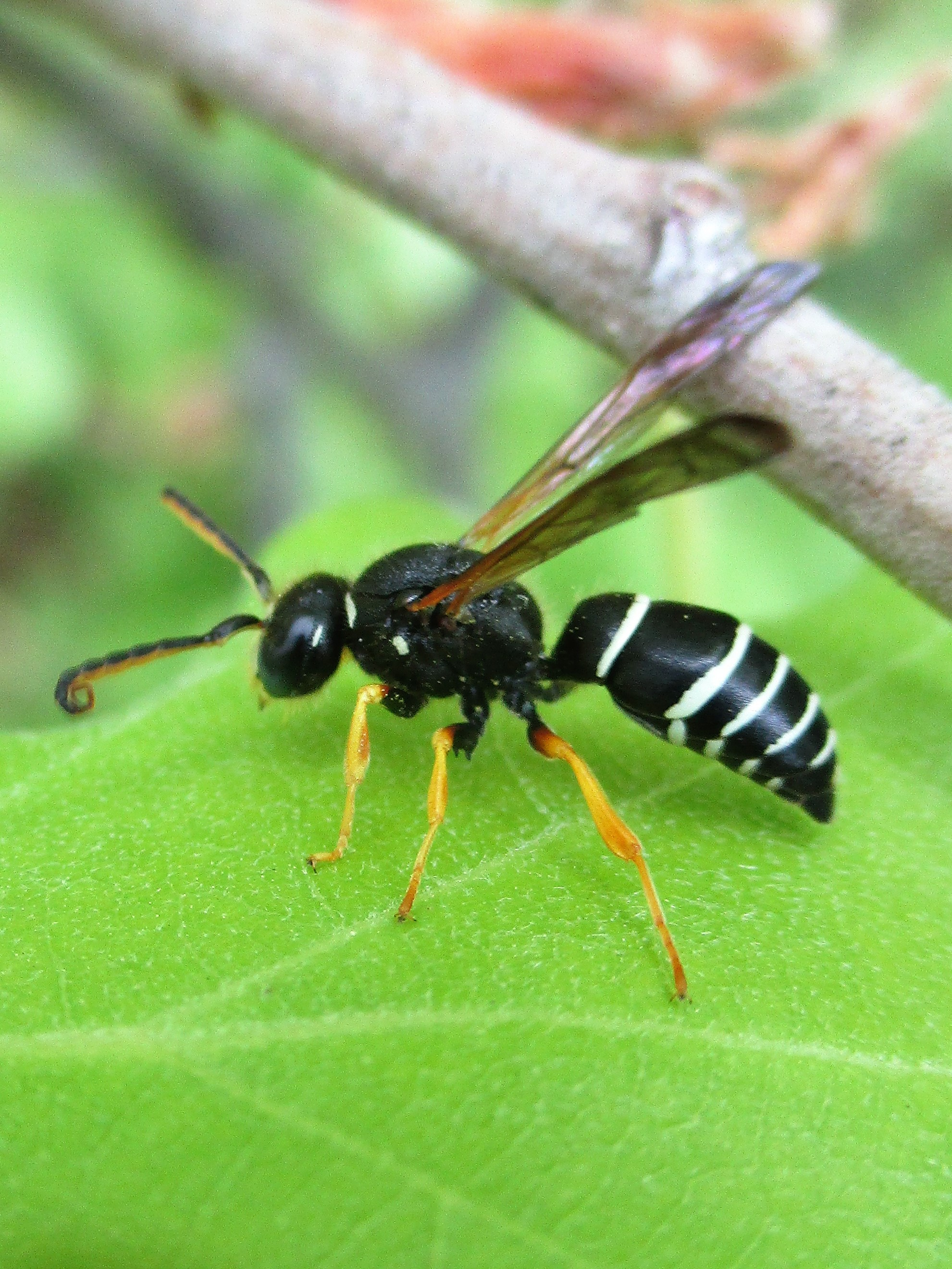
Odynerus melanocephalus
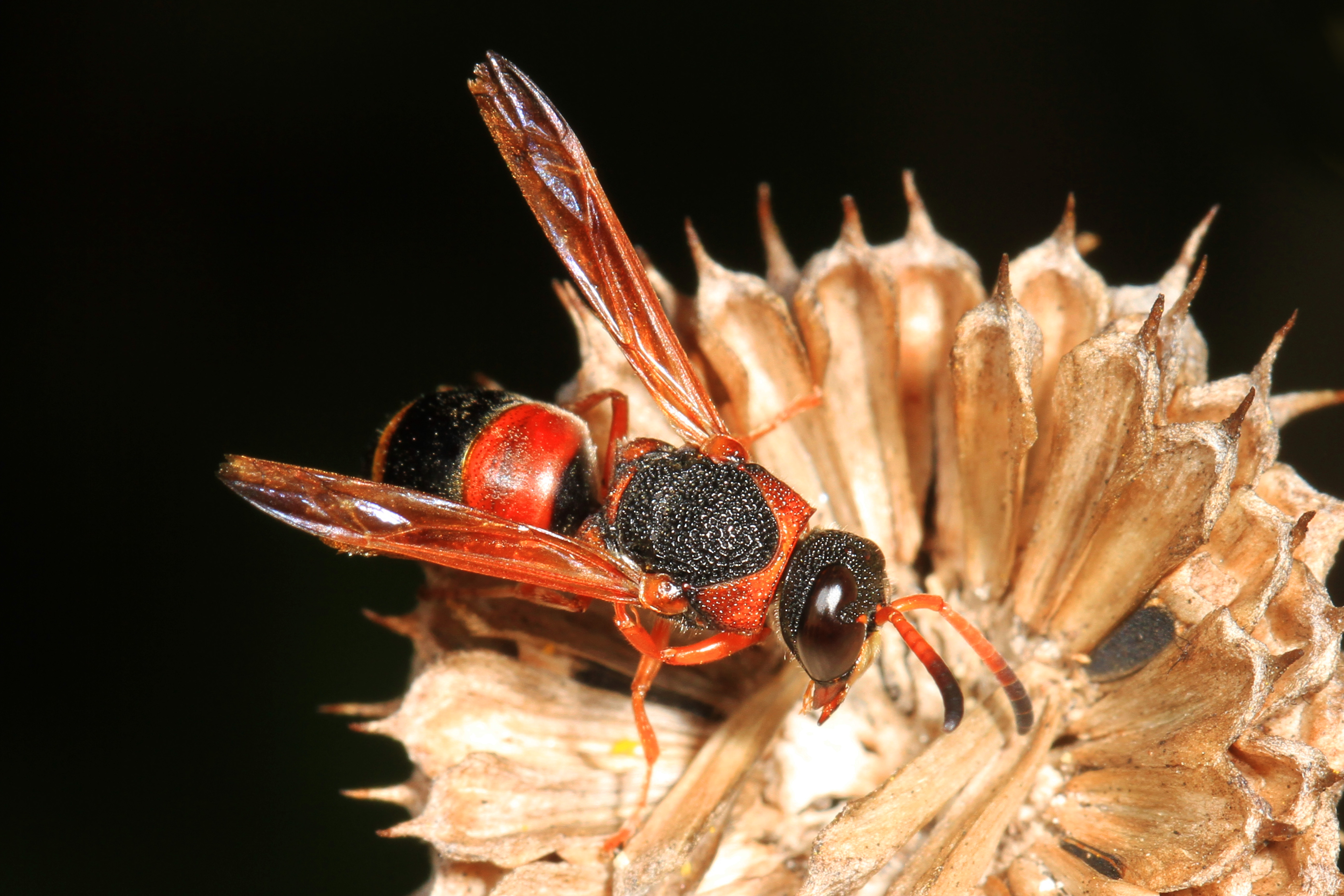
Pachodynerus erynnis
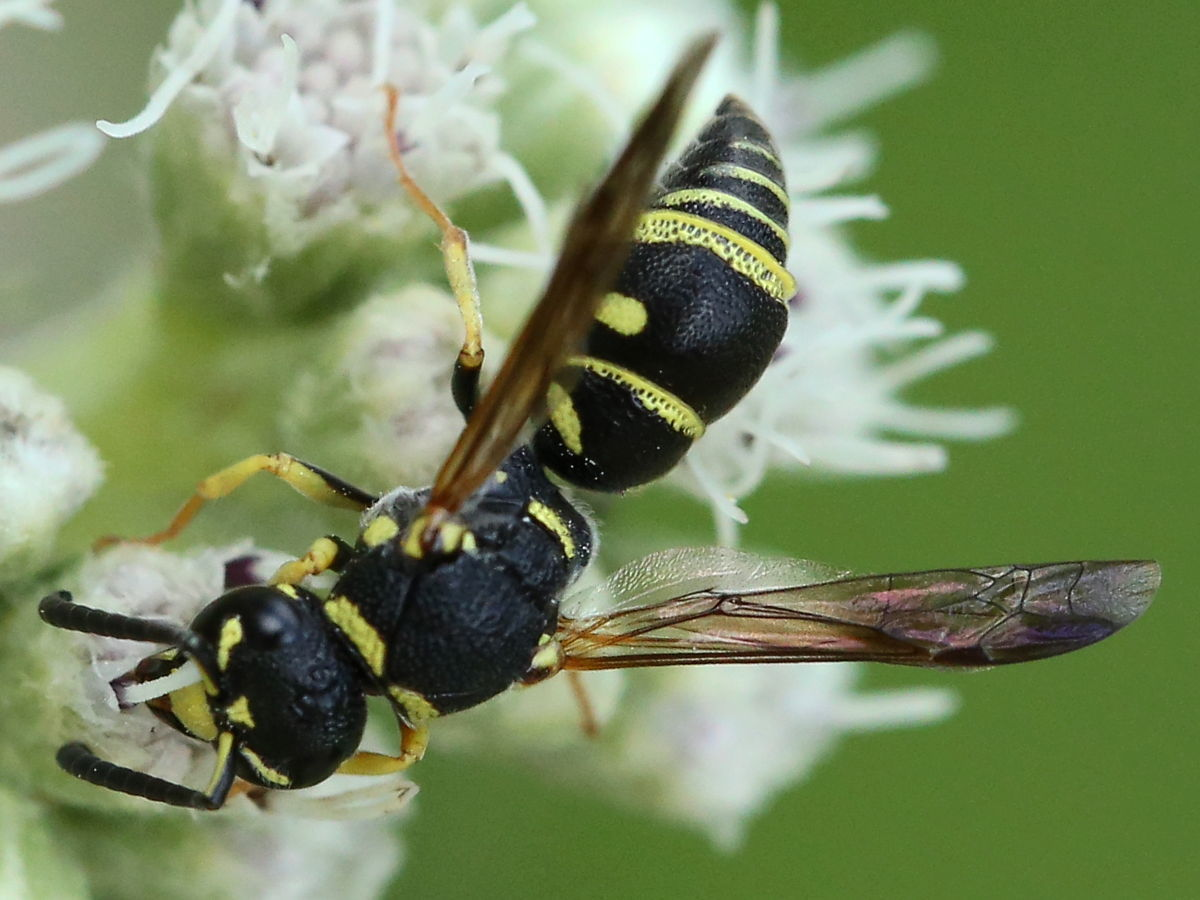
Parancistrocerus leionotus
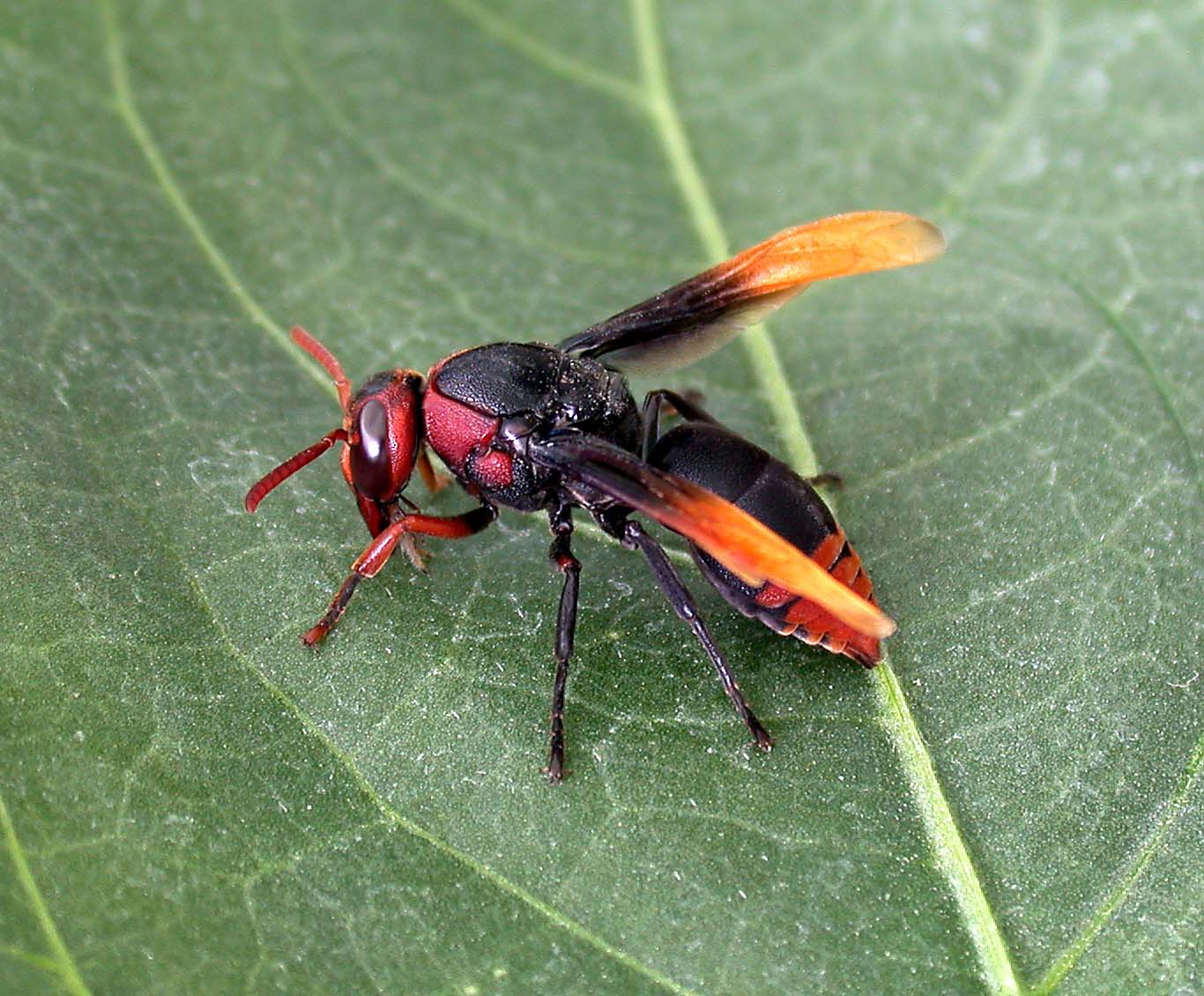
Rhynchium haemorroidale
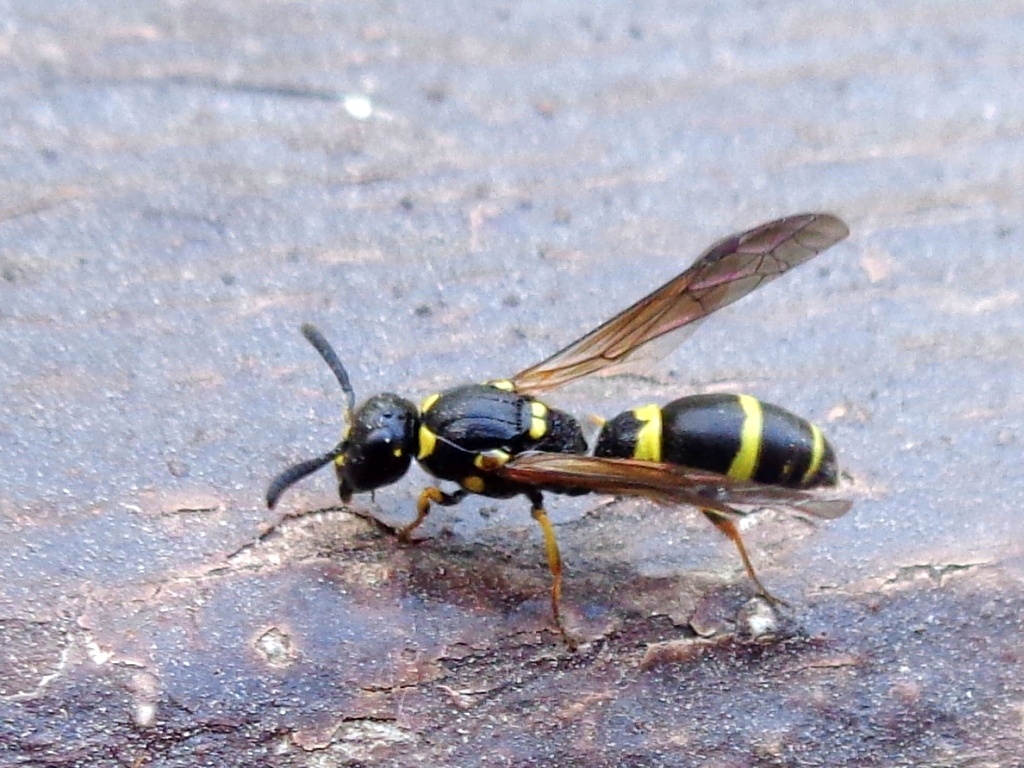
Symmorphus bifasciatus
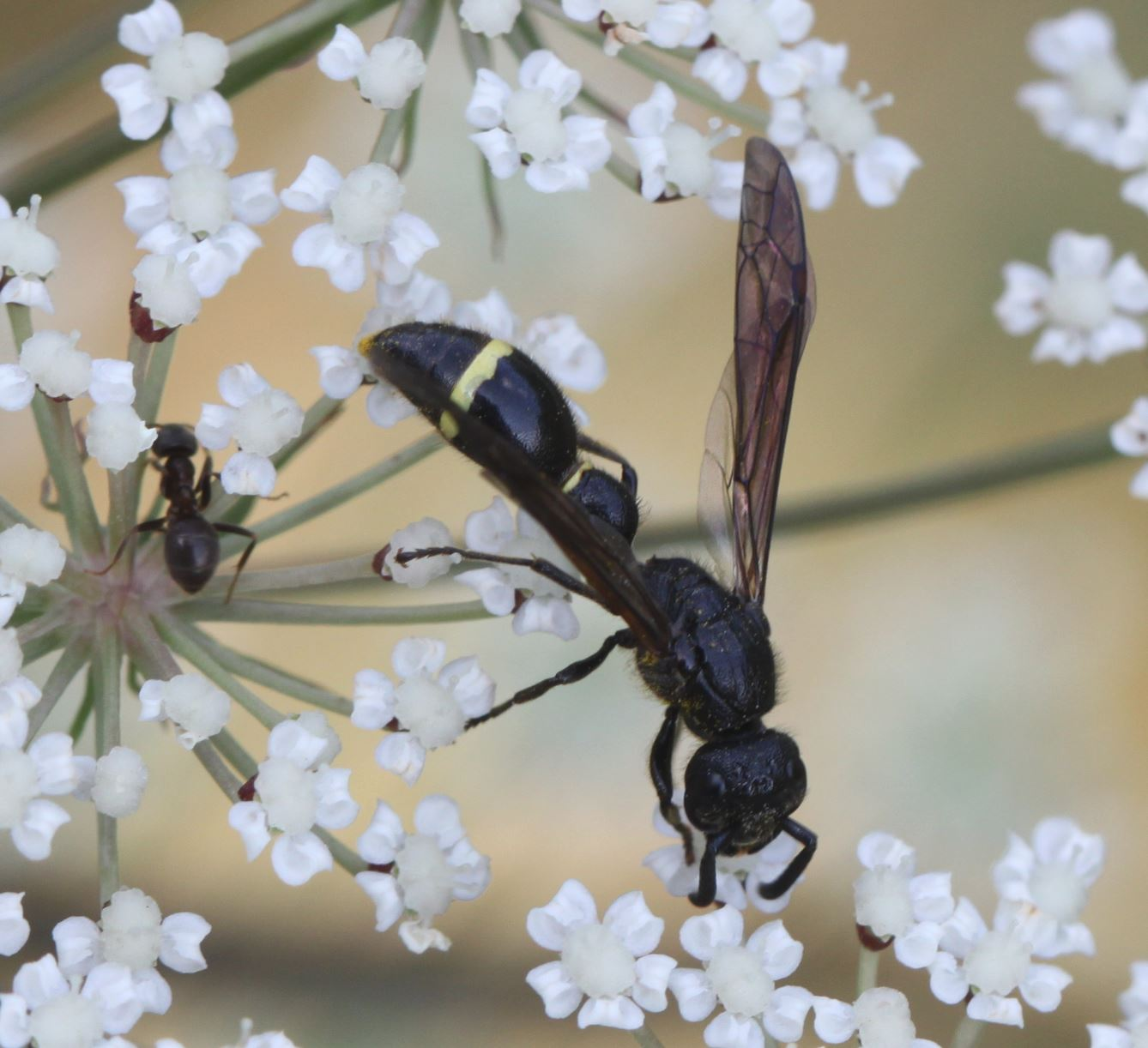
Discoelius zonalis
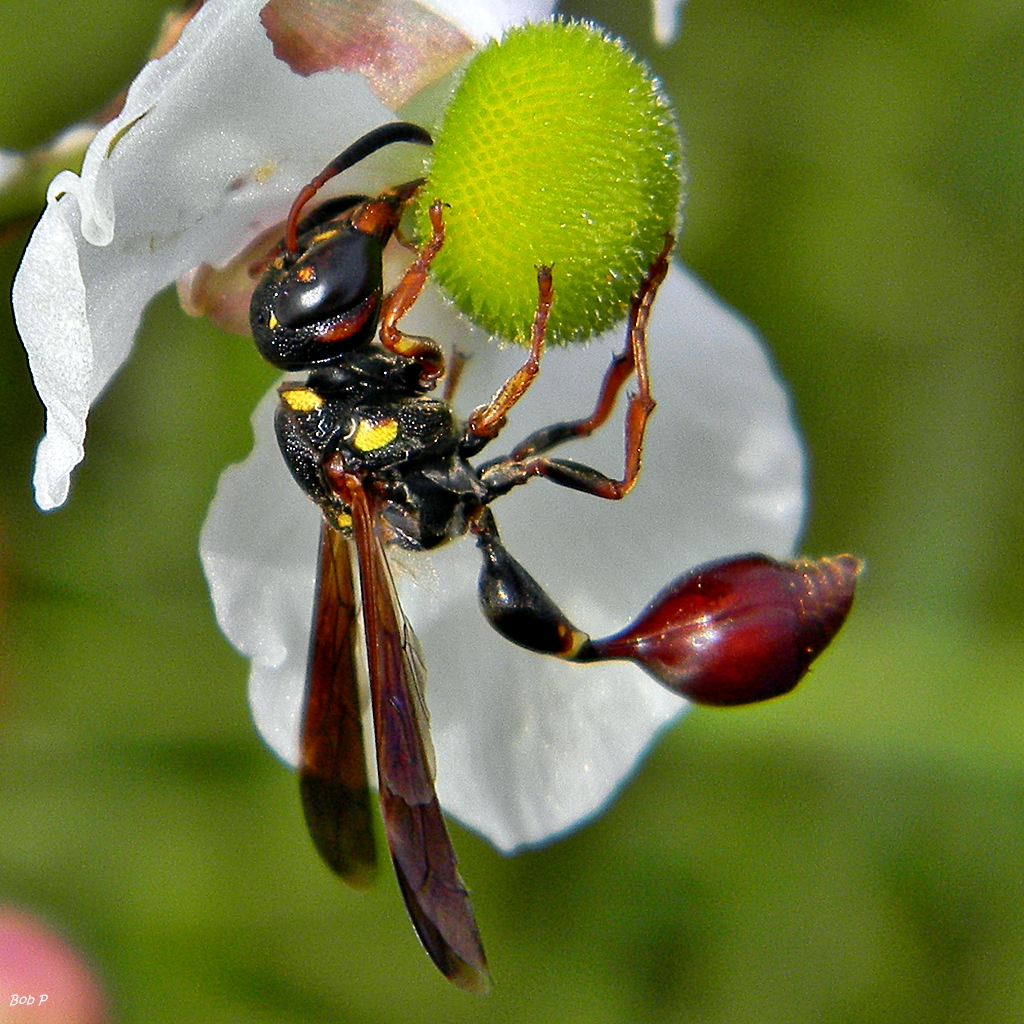
Zethus slossonae
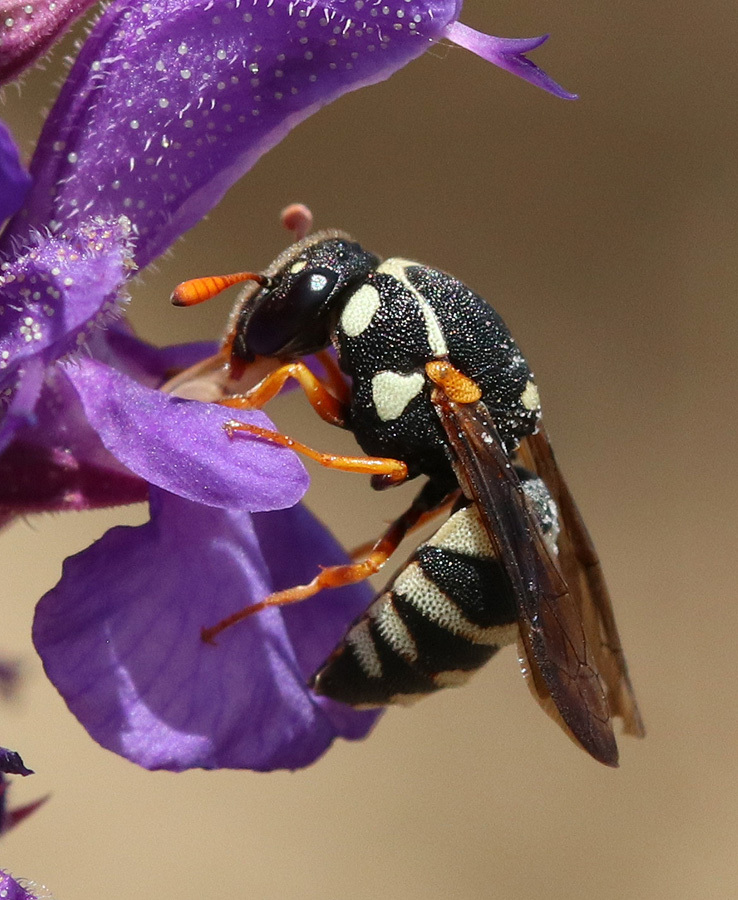
Celonites tauricus
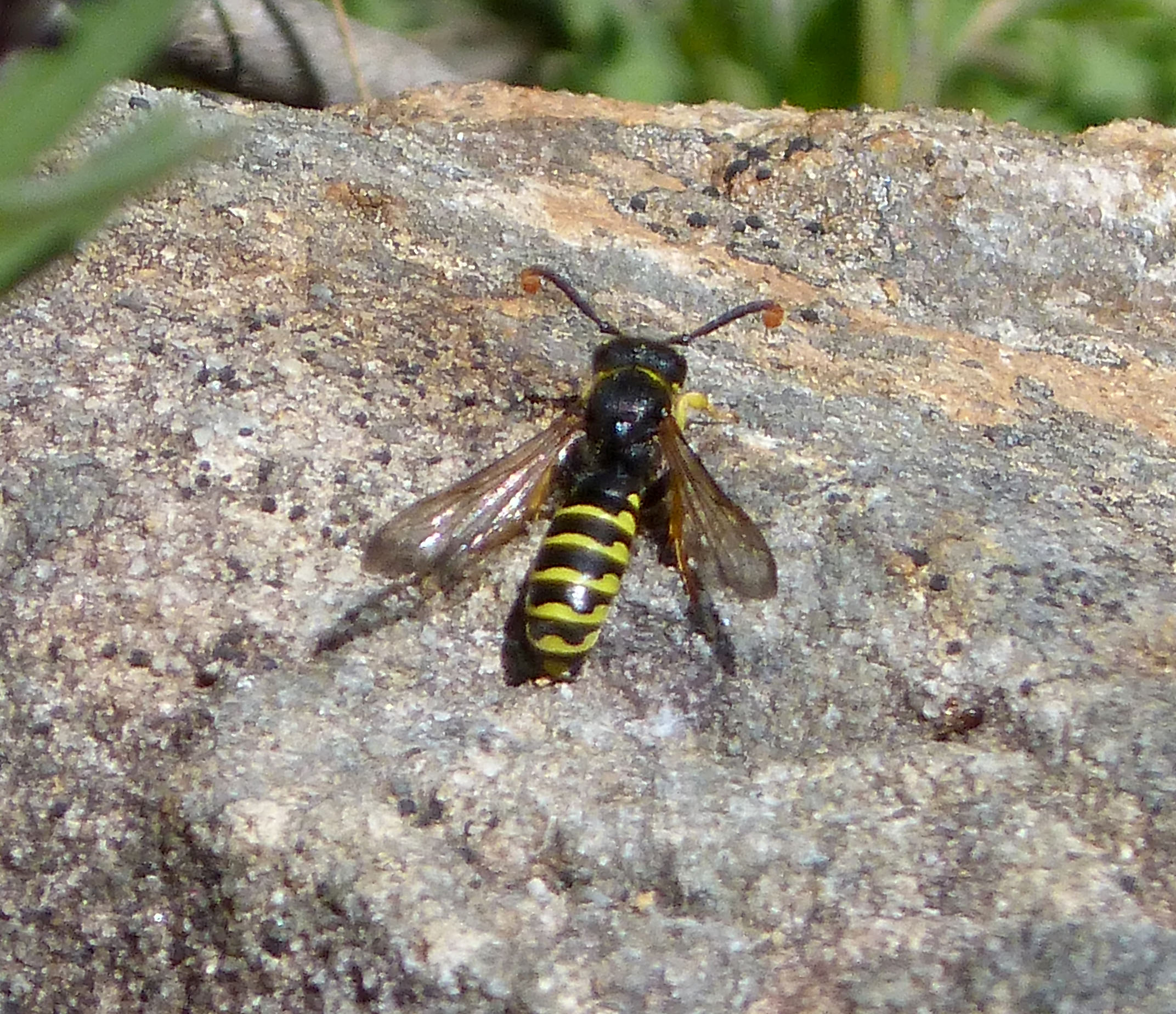
Ceramius sp.
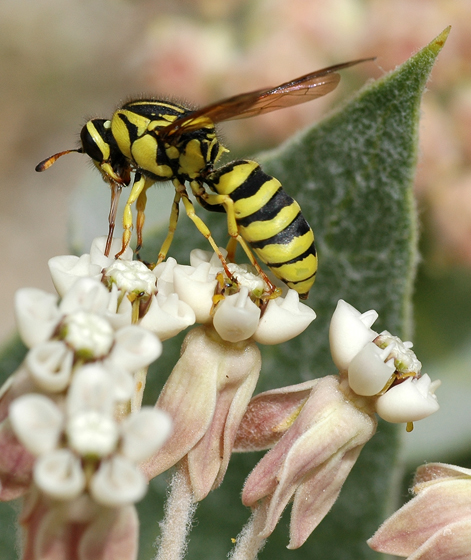
Pseudomasaris coquilletti
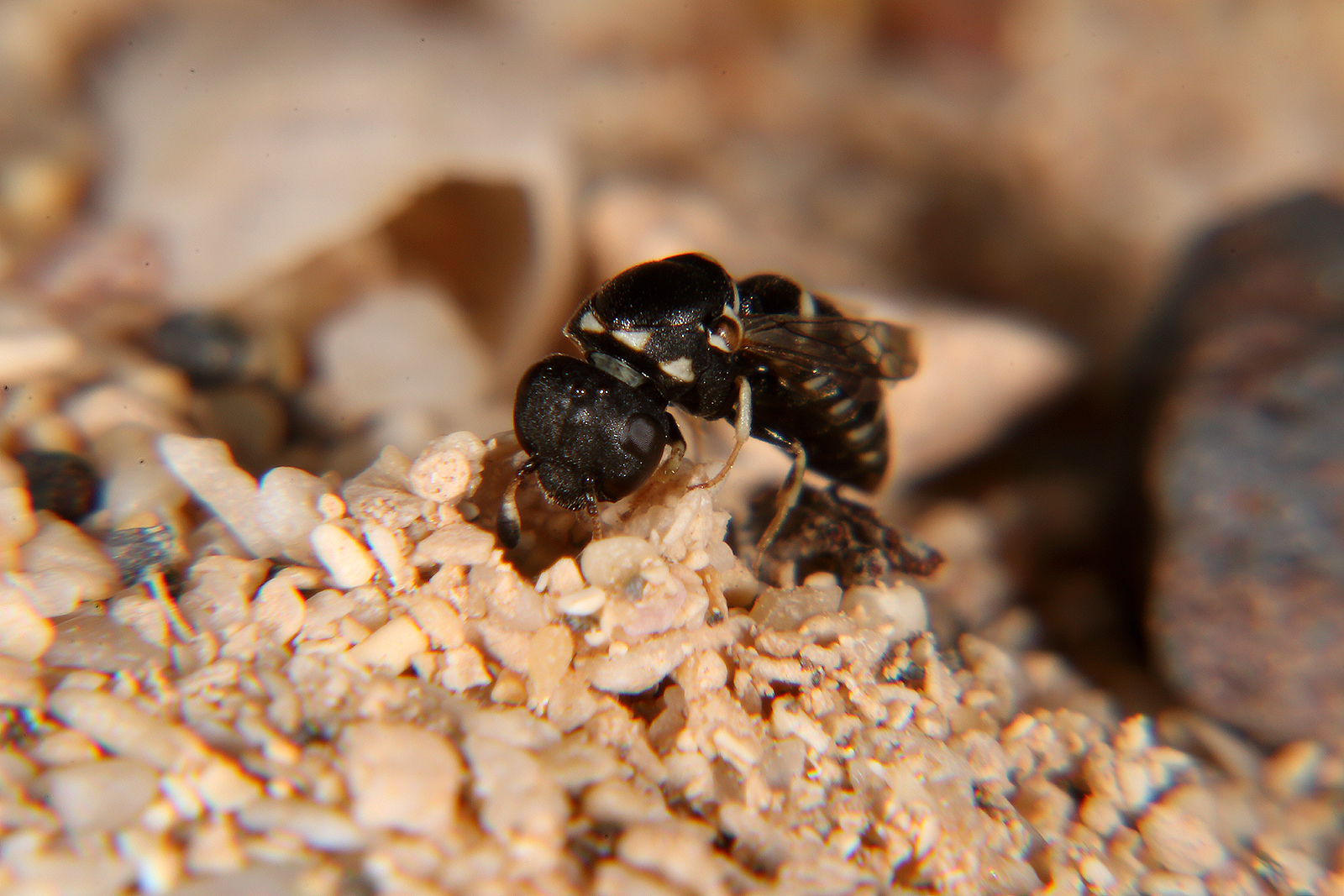
Quartinia canariensis
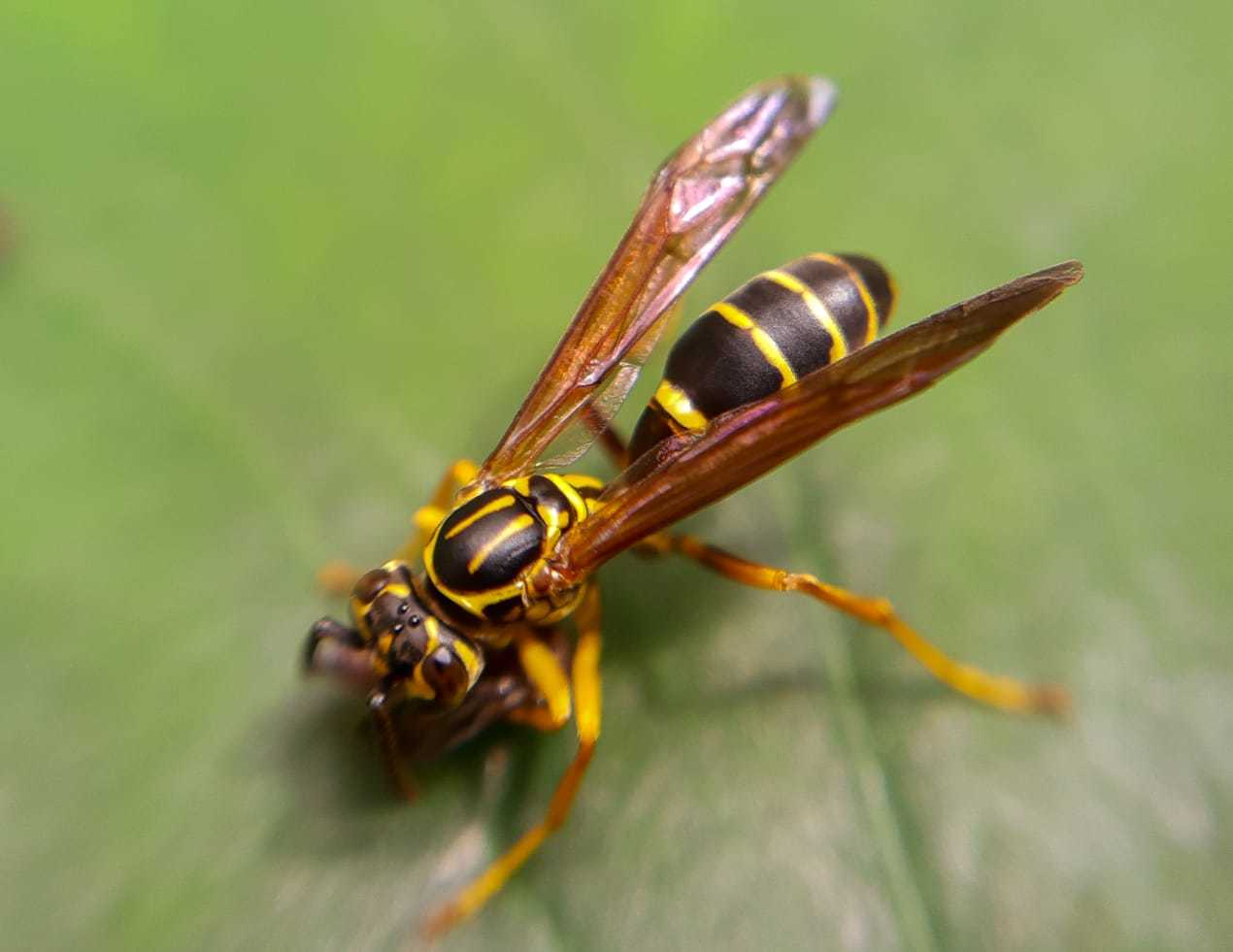
Agelaia multipicta
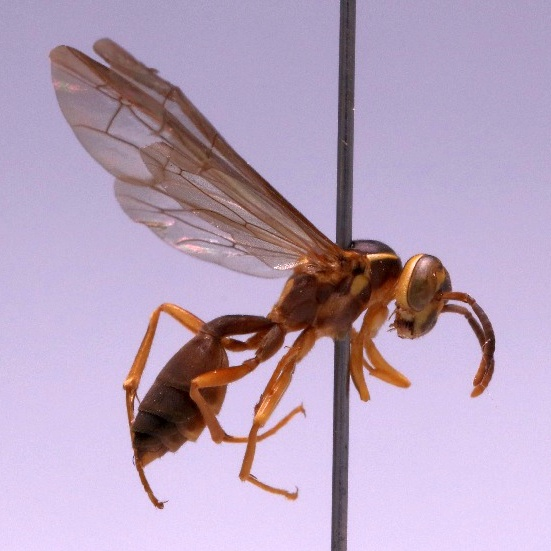
Angiopolybia pallens
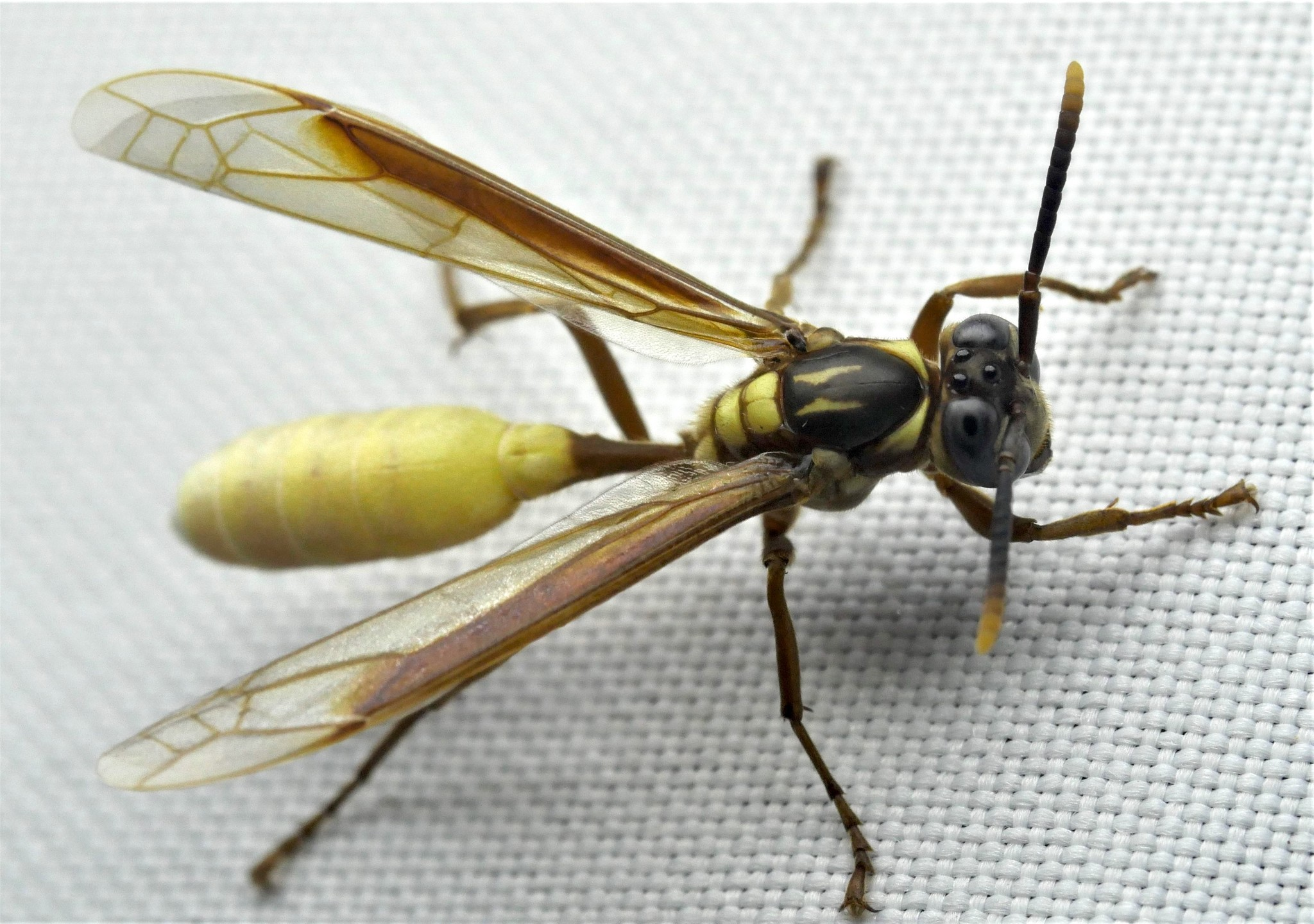
Apoica pallens
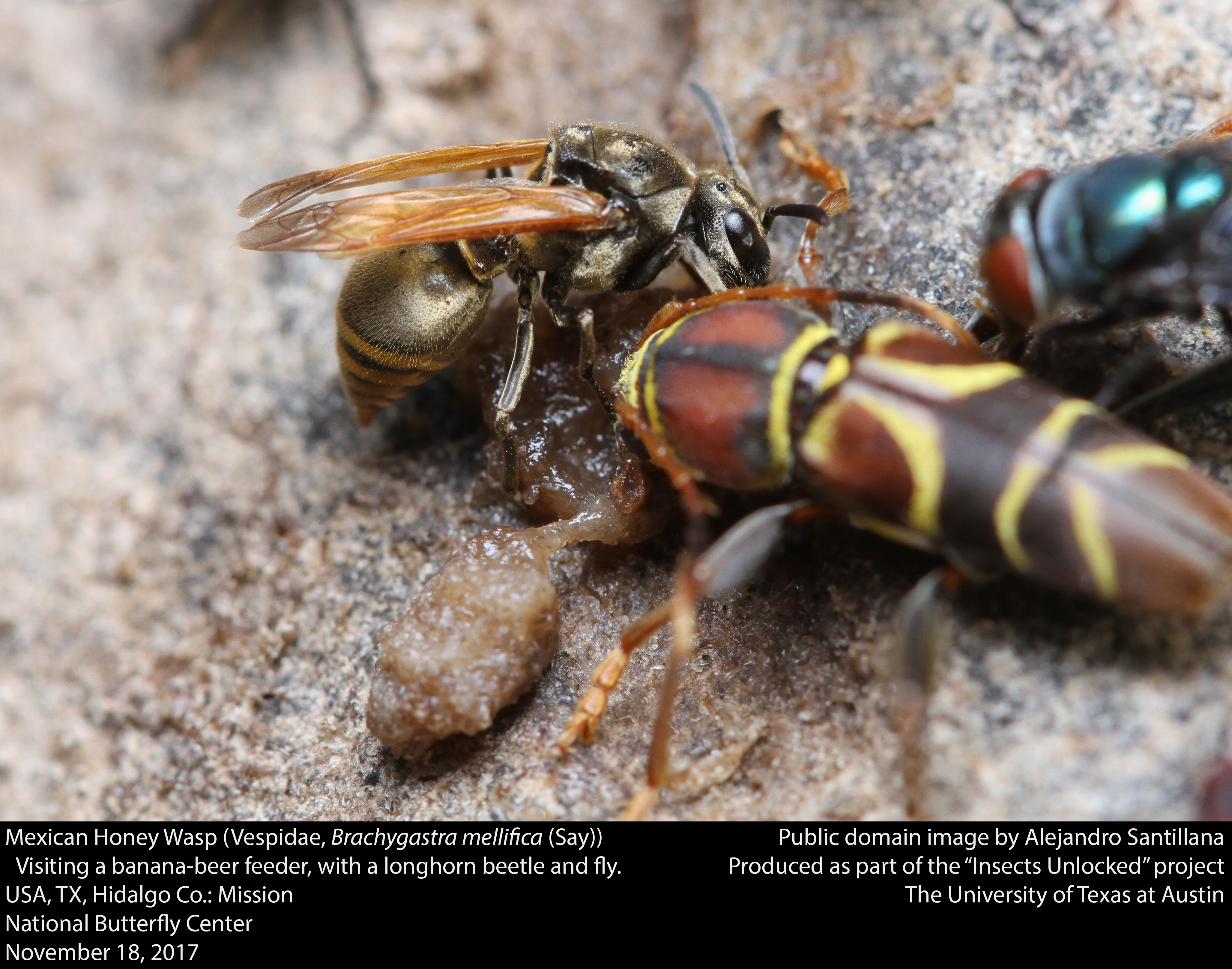
Brachygastra mellifica
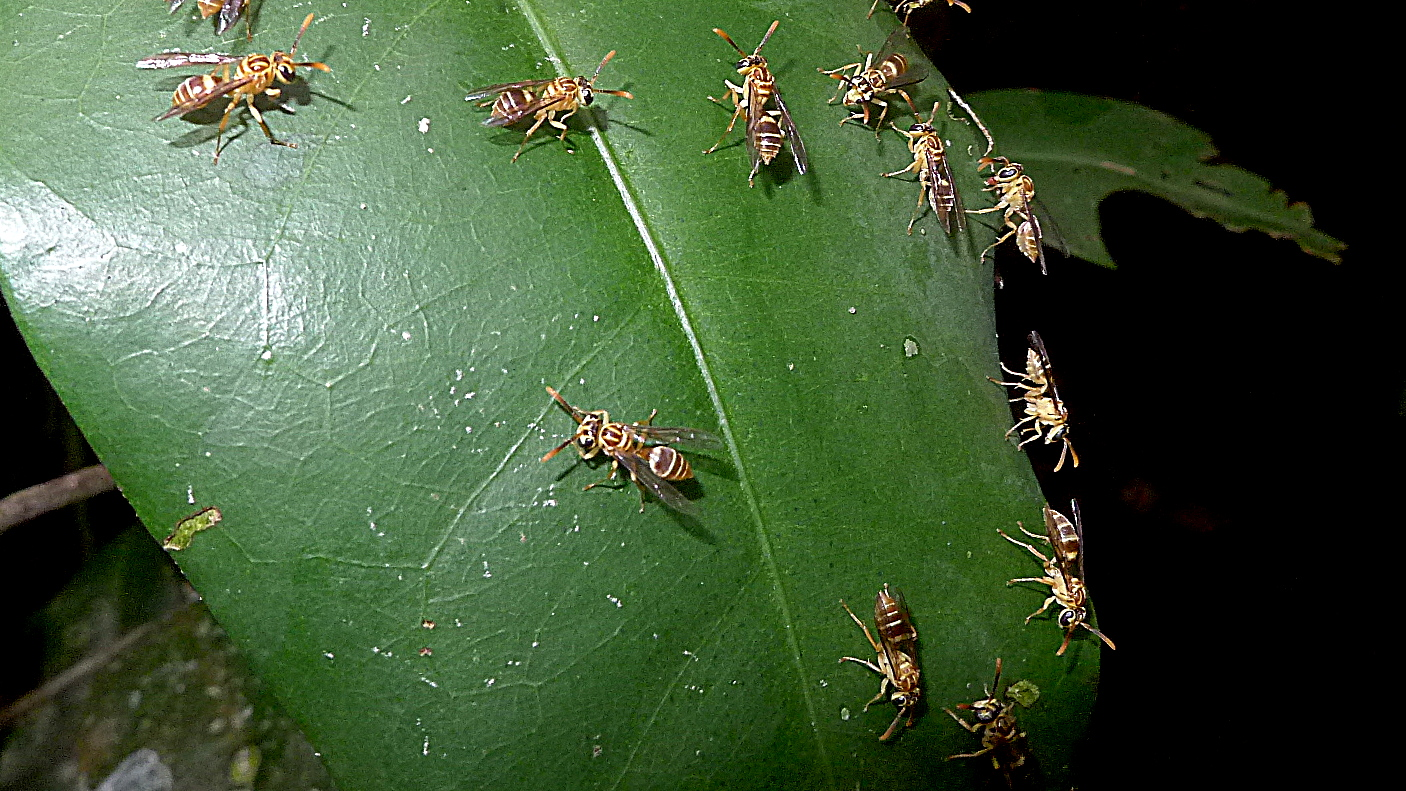
Leipomeles dorsata
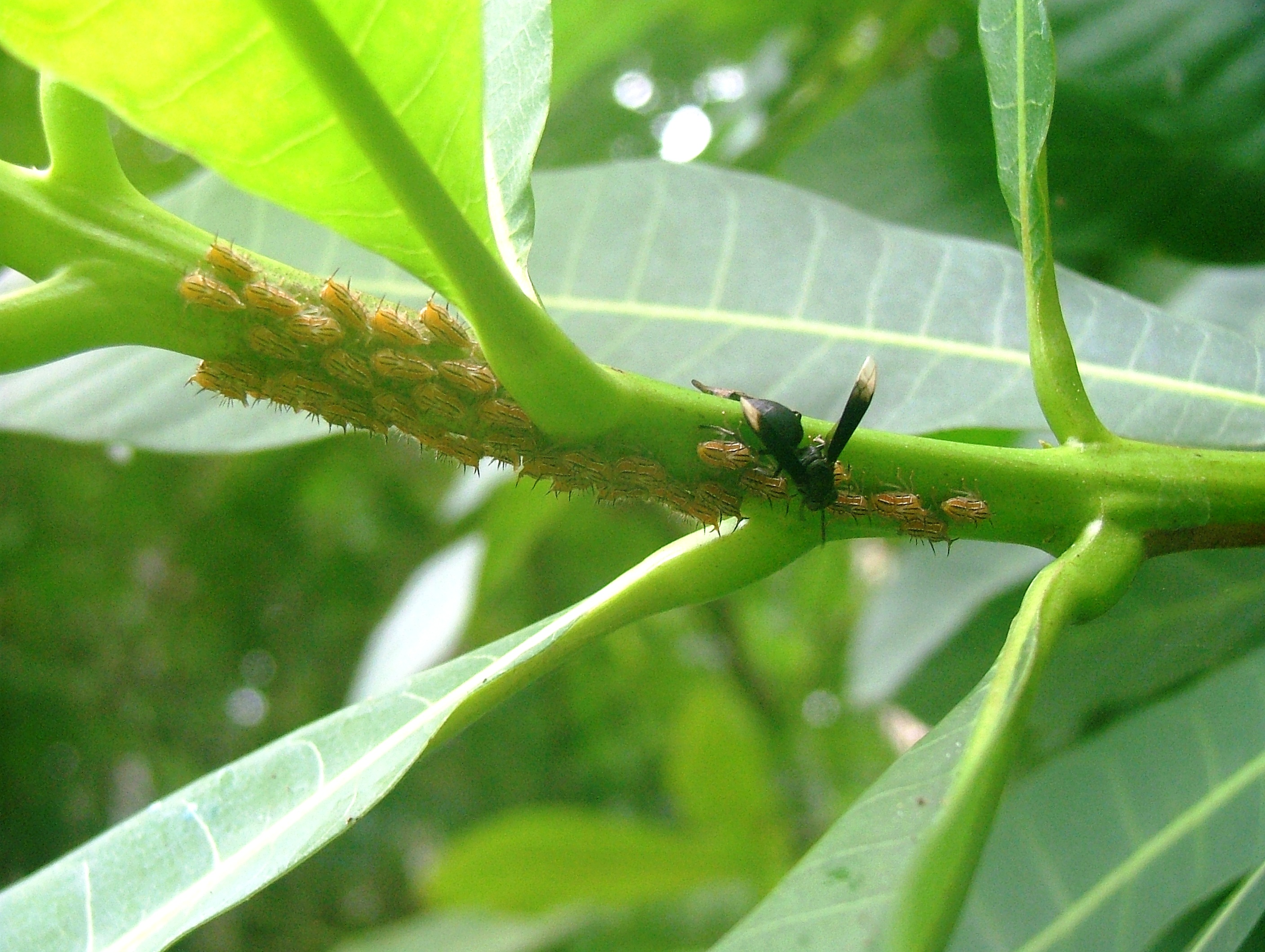
Parachartergus sp.
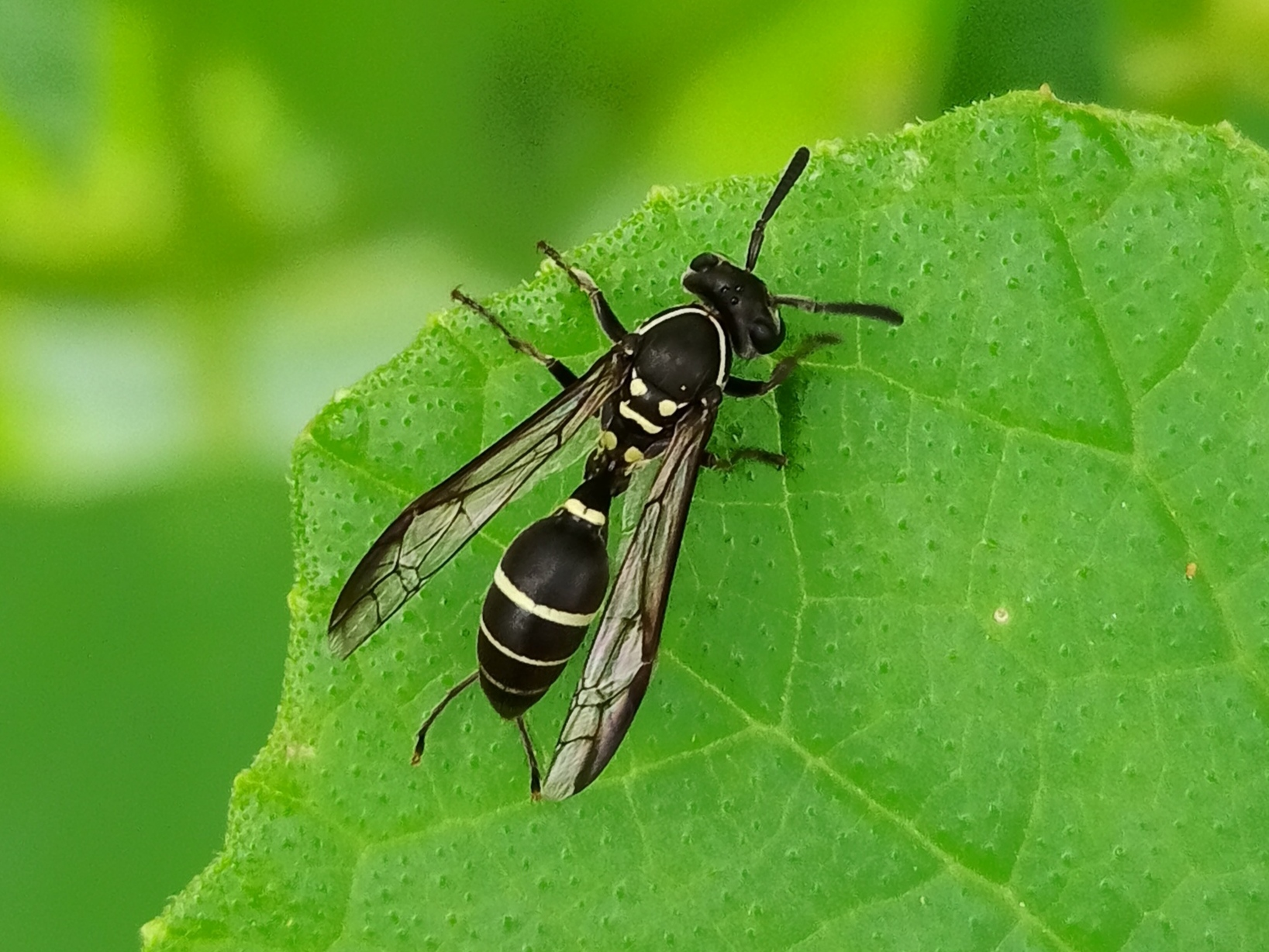
Polybia diguetana
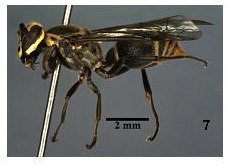
Protonectarina sylveirae
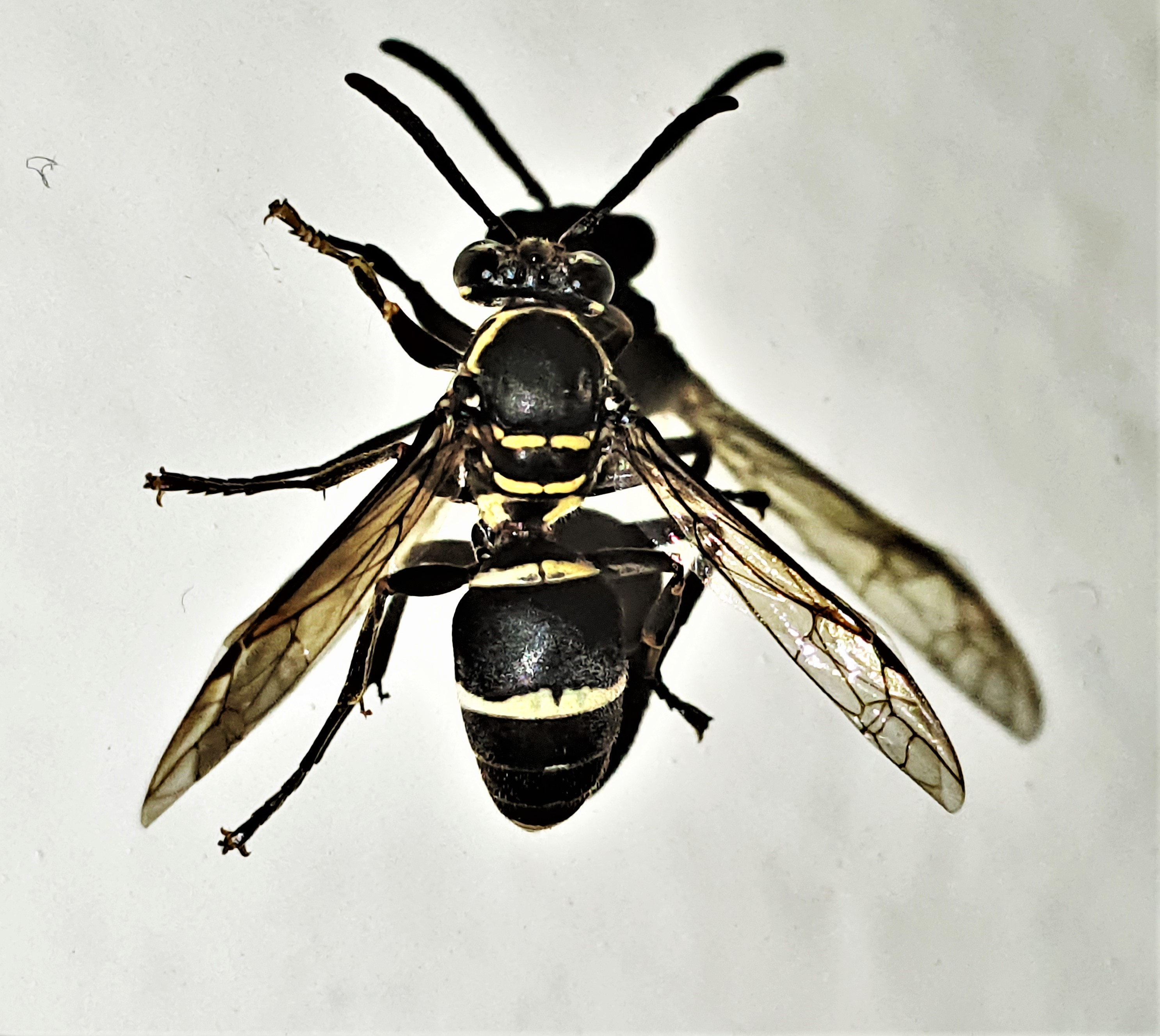
Pseudopolybia compressa
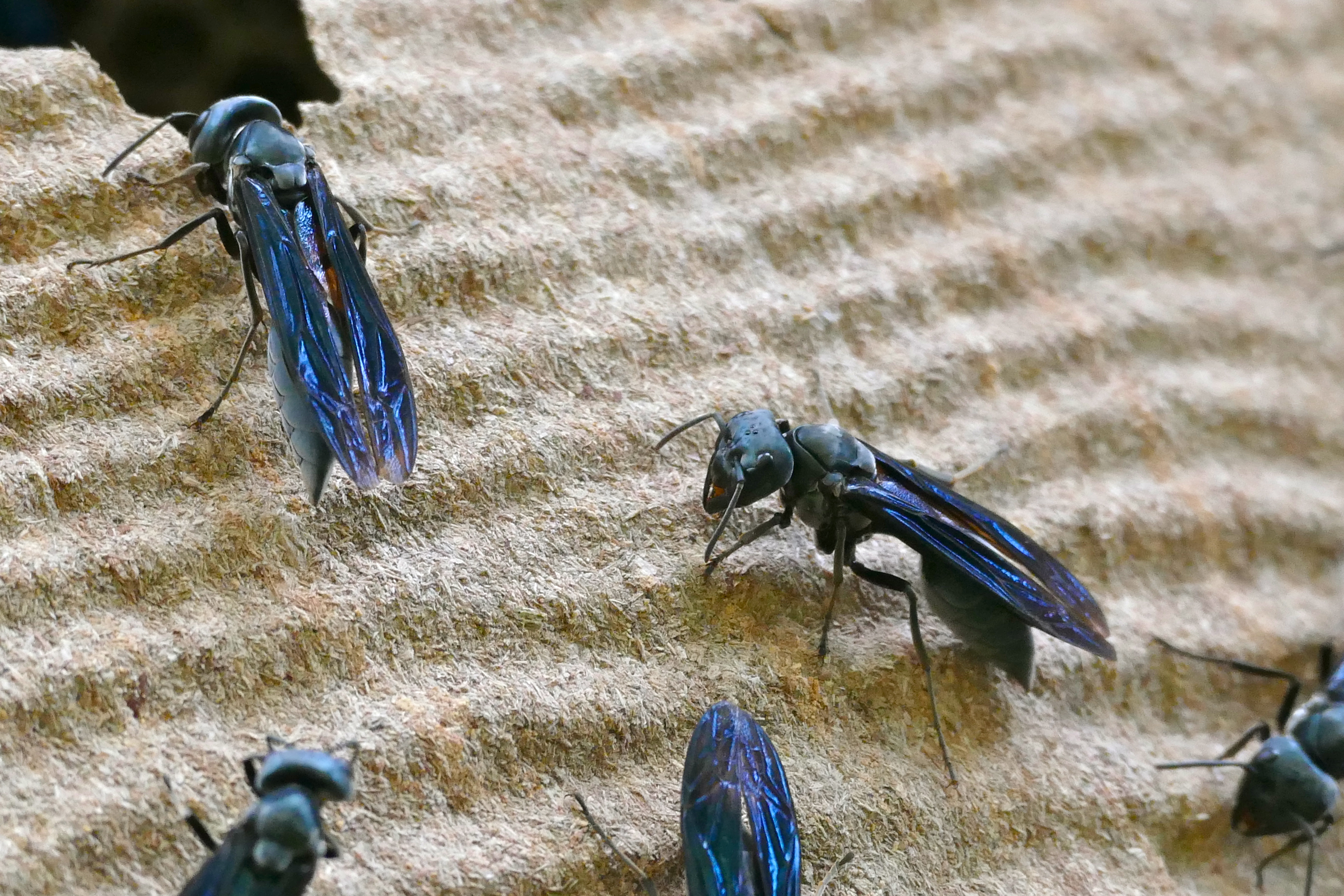
Synoeca cyanea
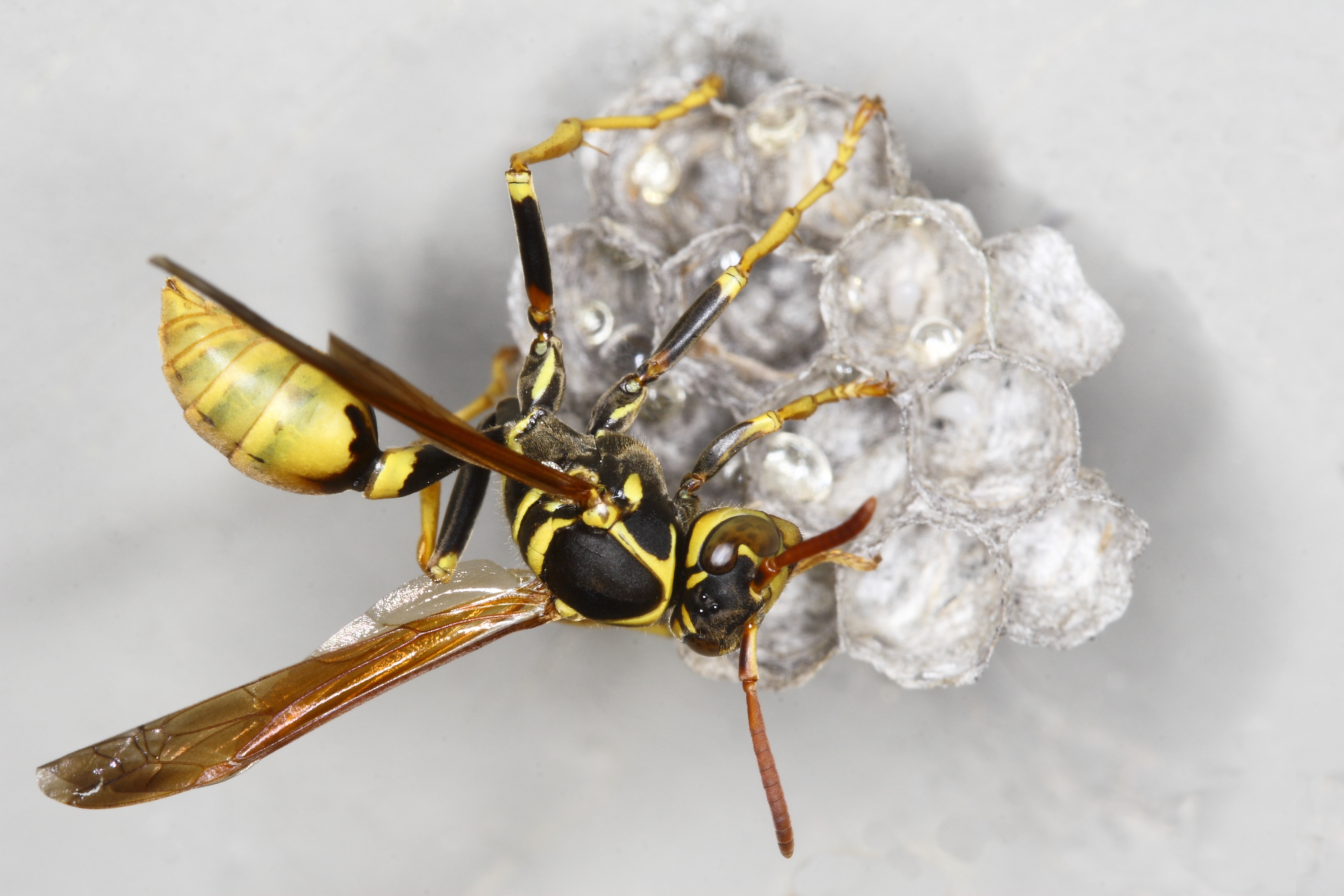
Mischocyttarus flavitarsis
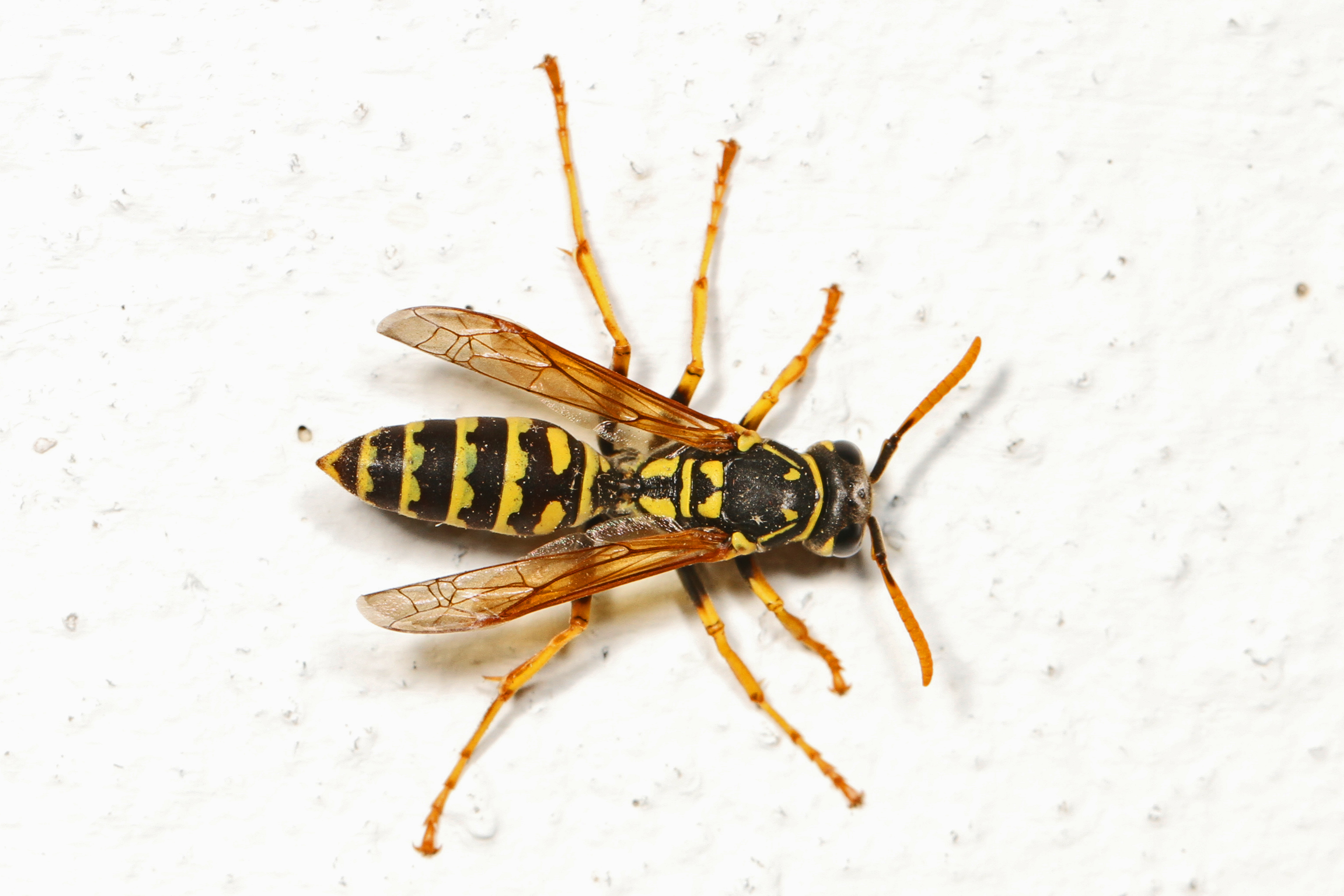
Polistes dominula
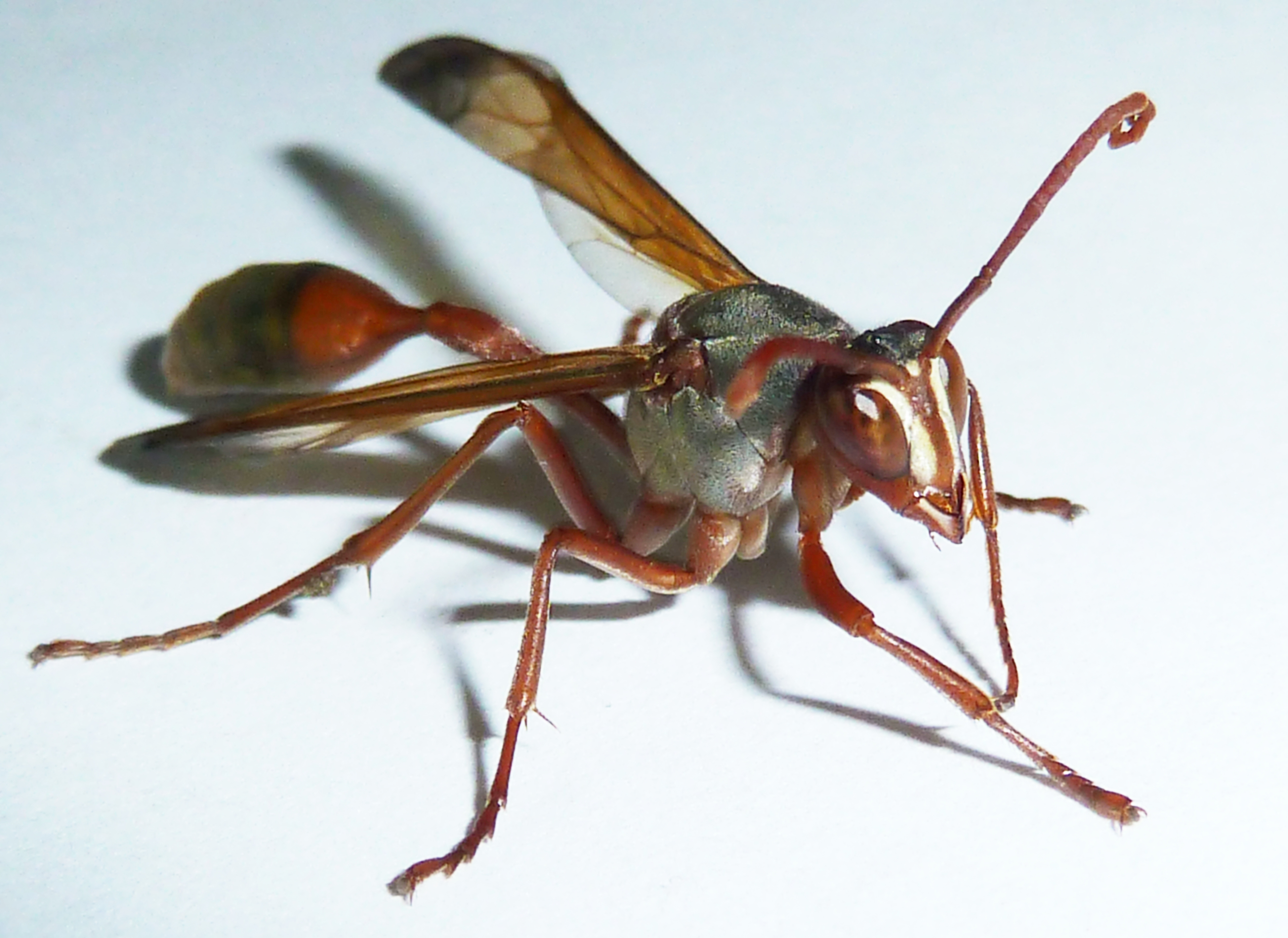
Belonogaster juncea
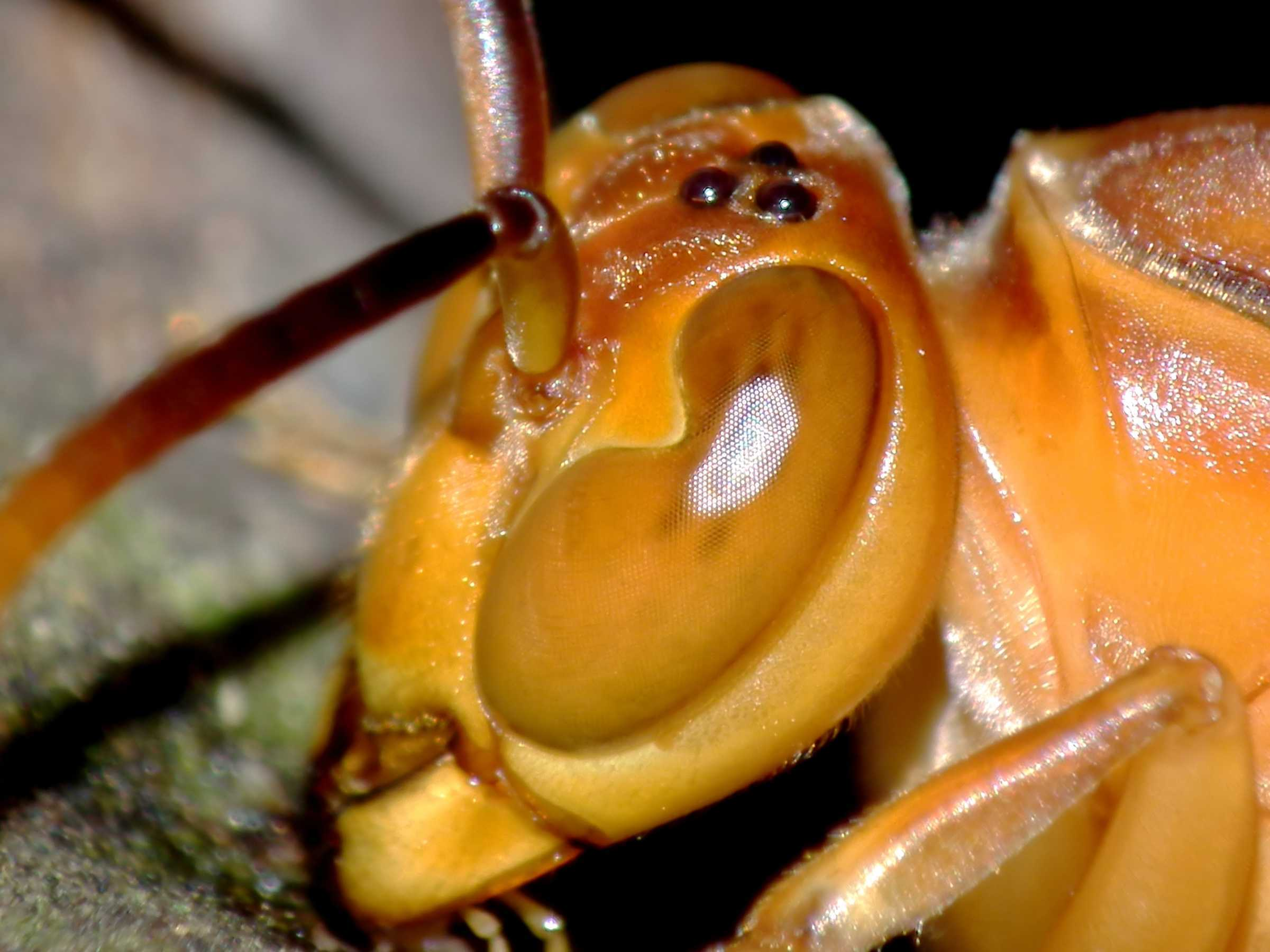
Parapolybia indica
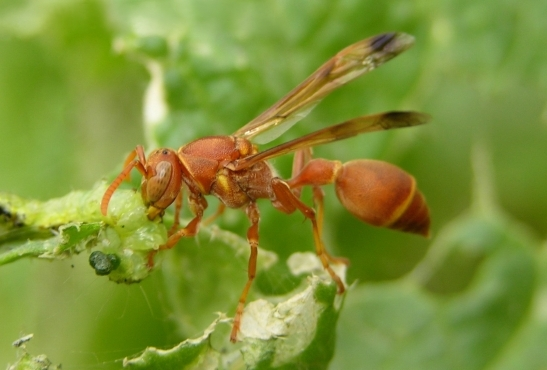
Ropalidia marginata
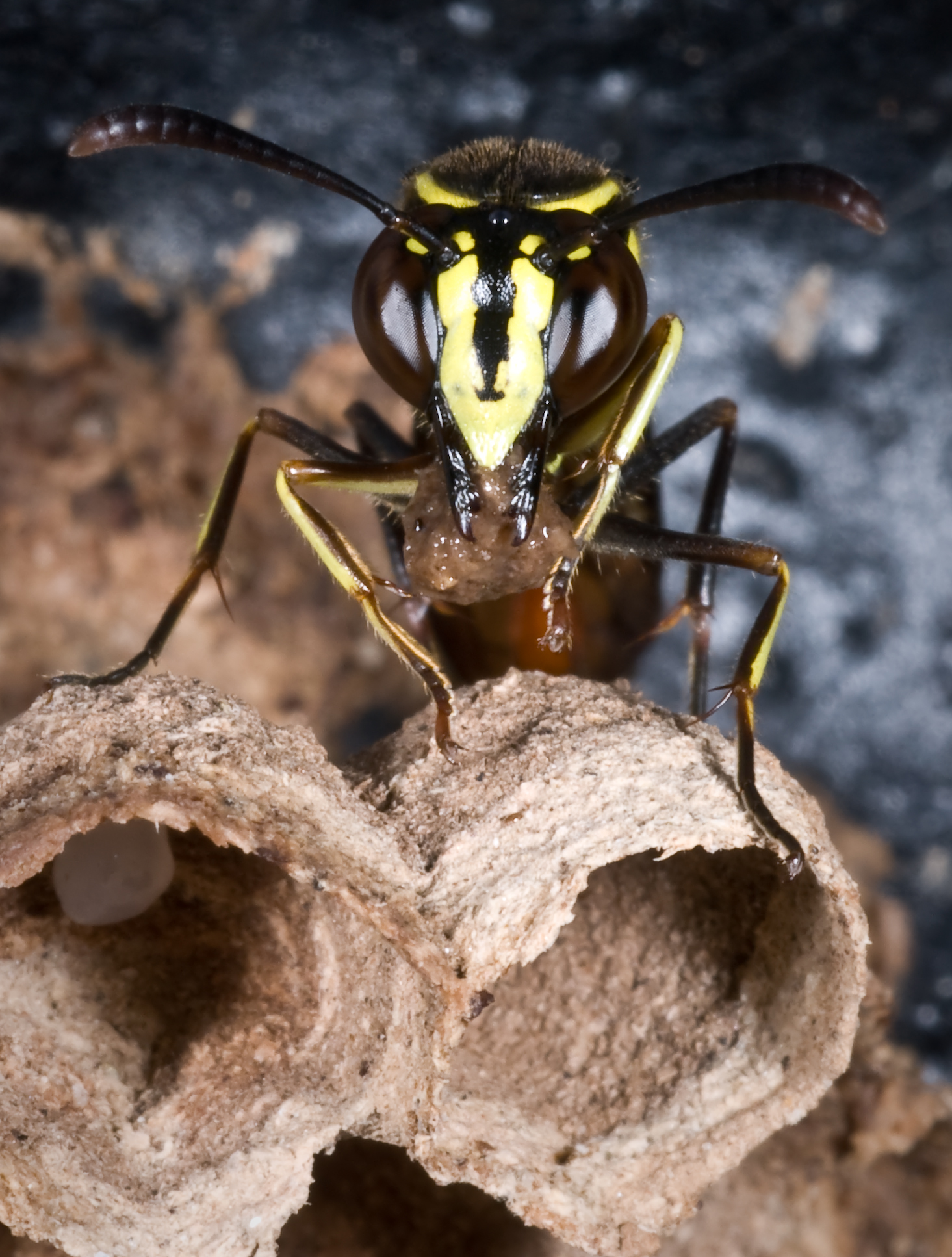
Eustenogaster calyptodoma
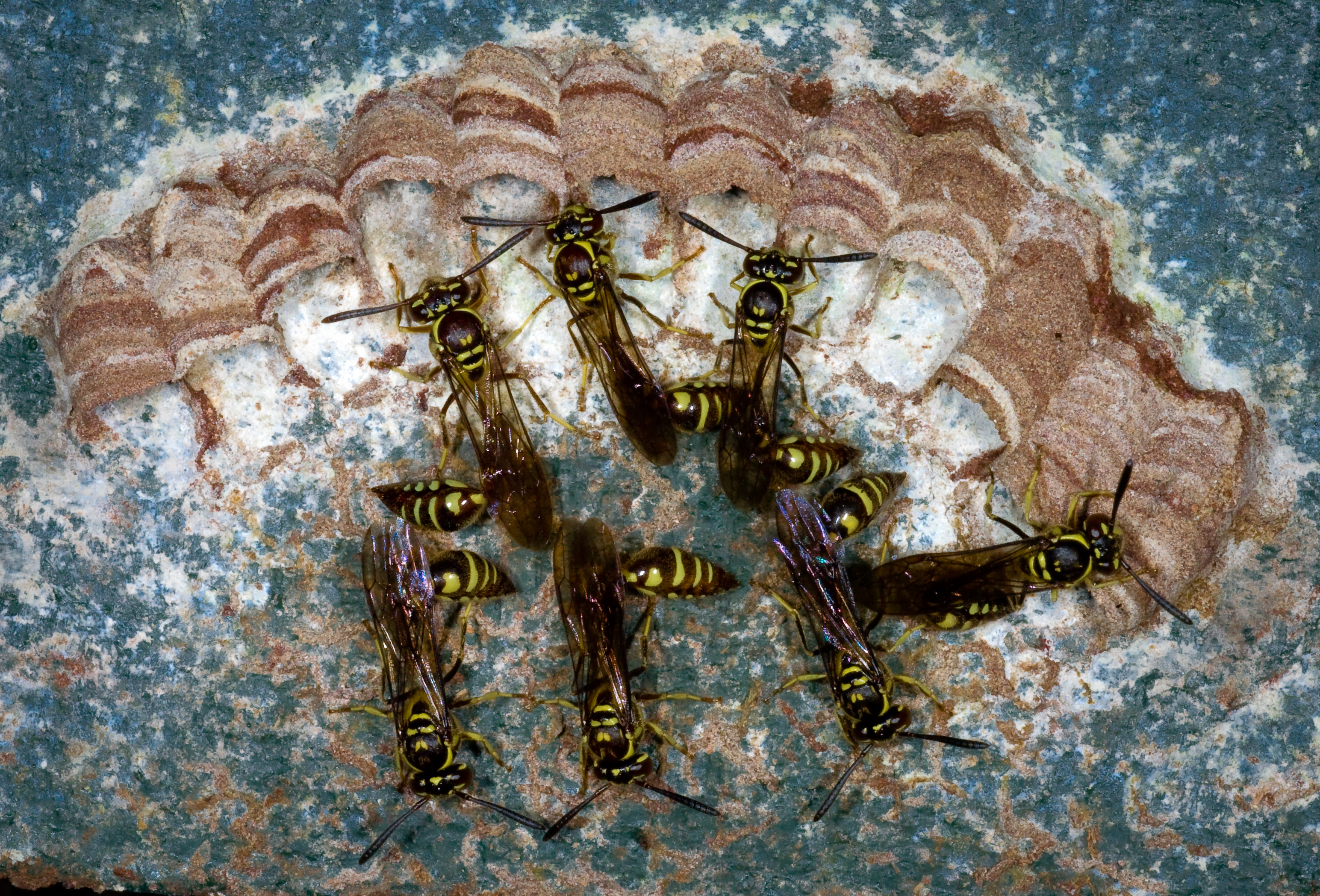
Liostenogaster vechti
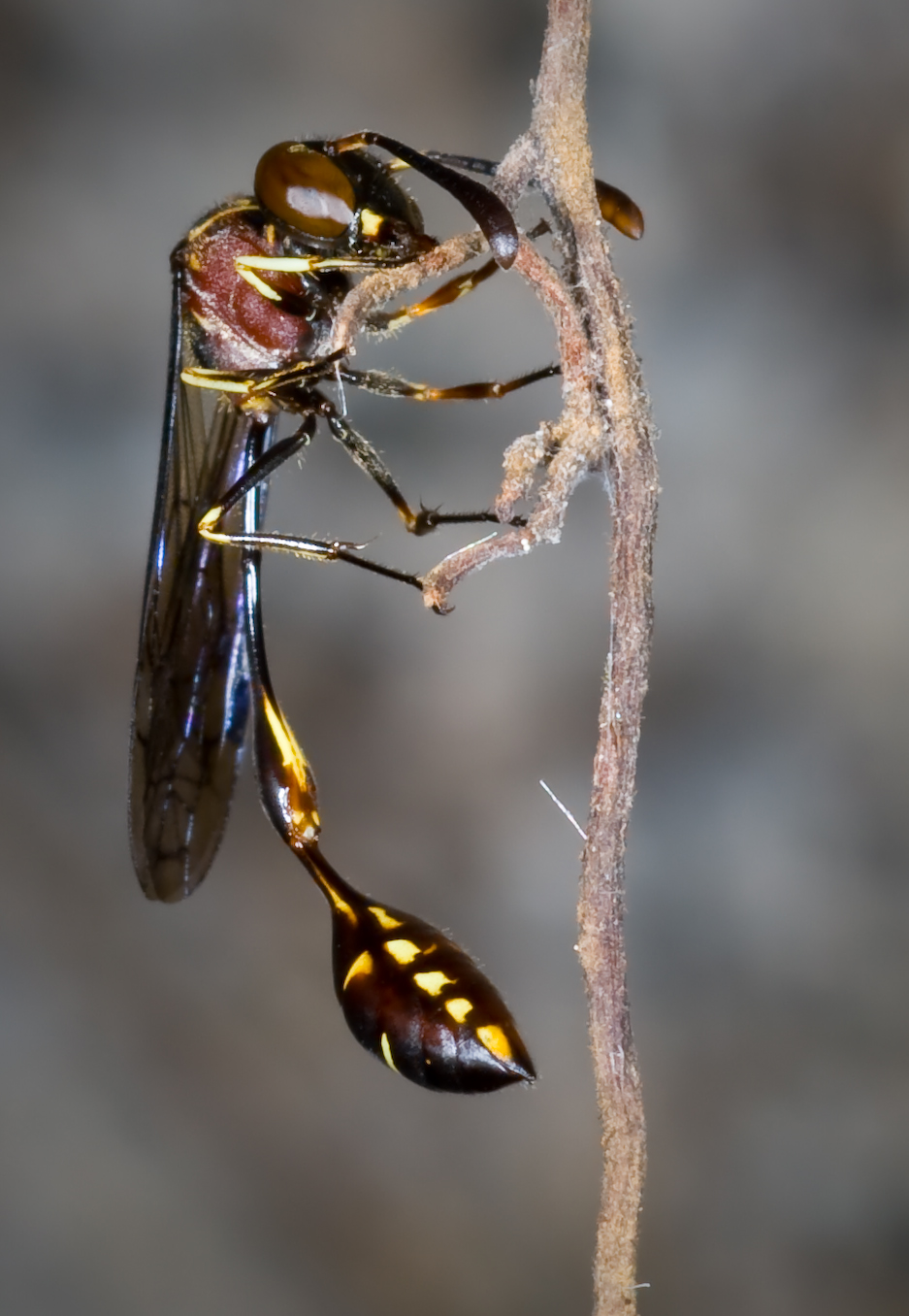
Parischnogaster mellyi
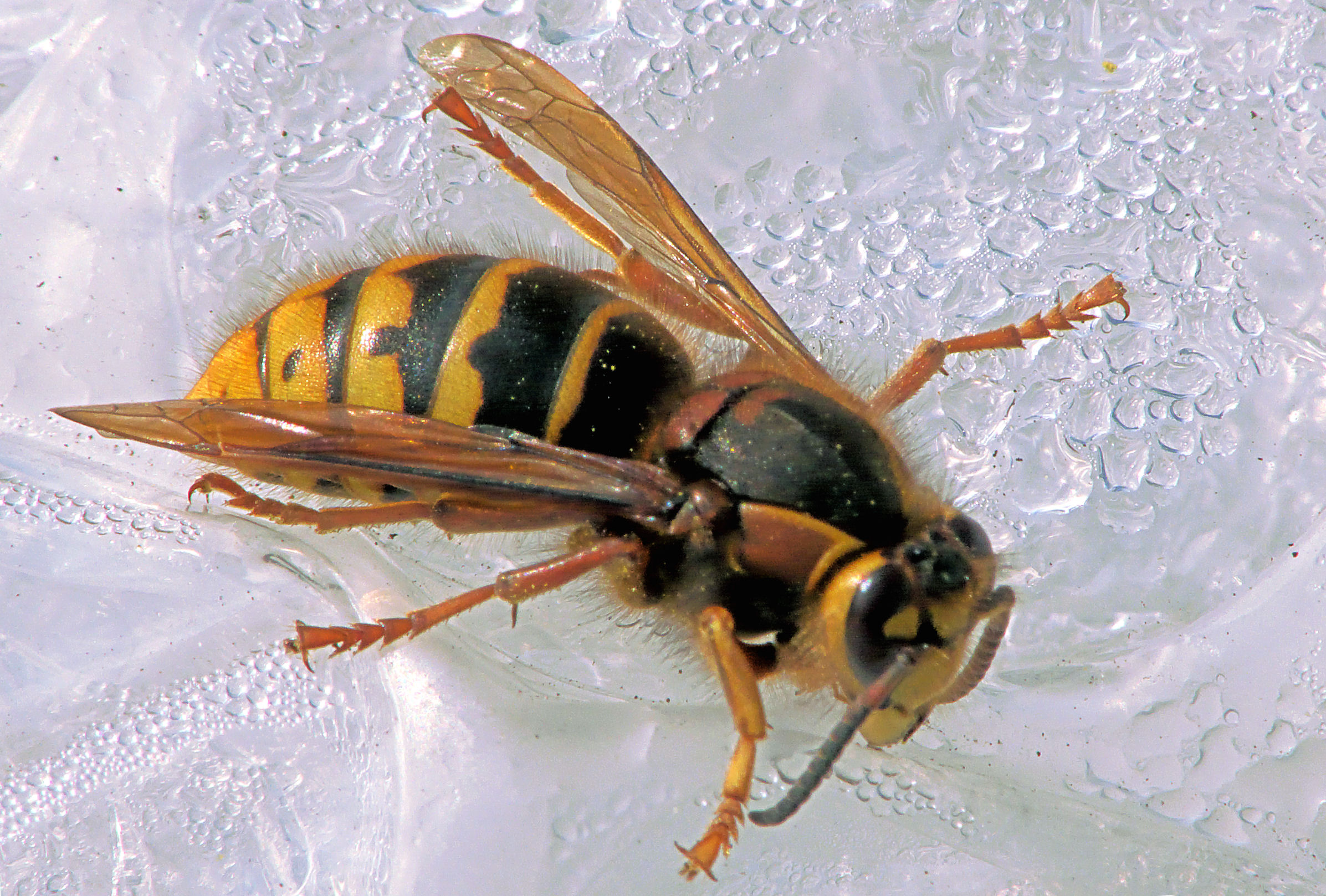
Dolichovespula media
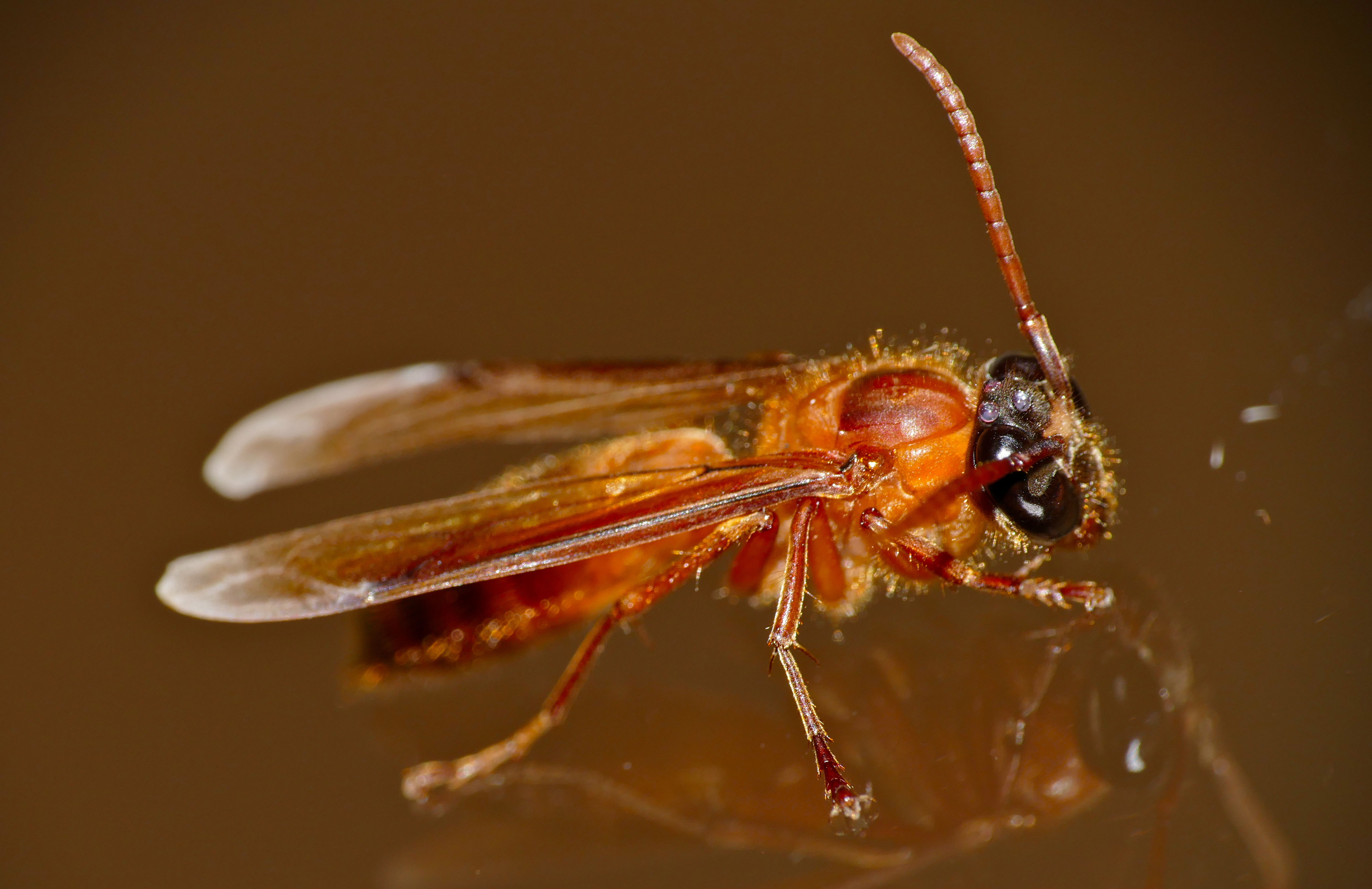
Provespa sp.
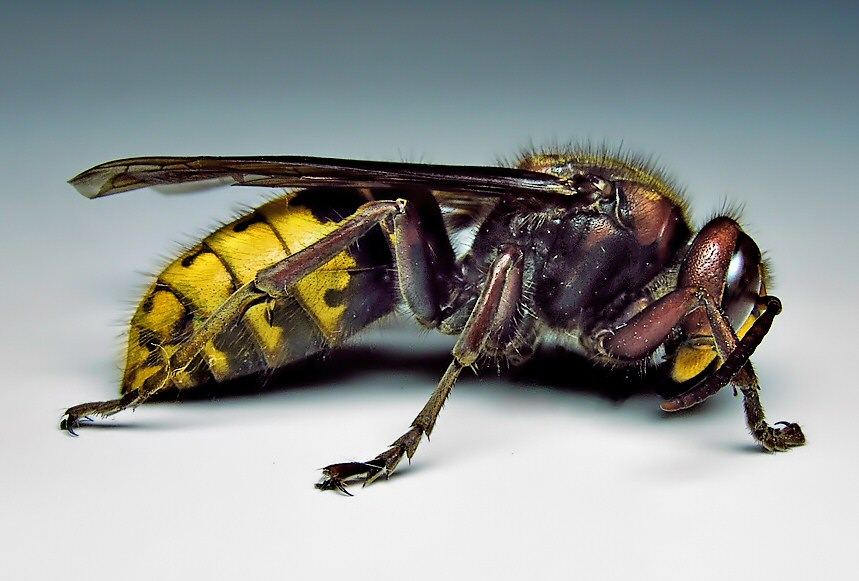
Vespa crabro
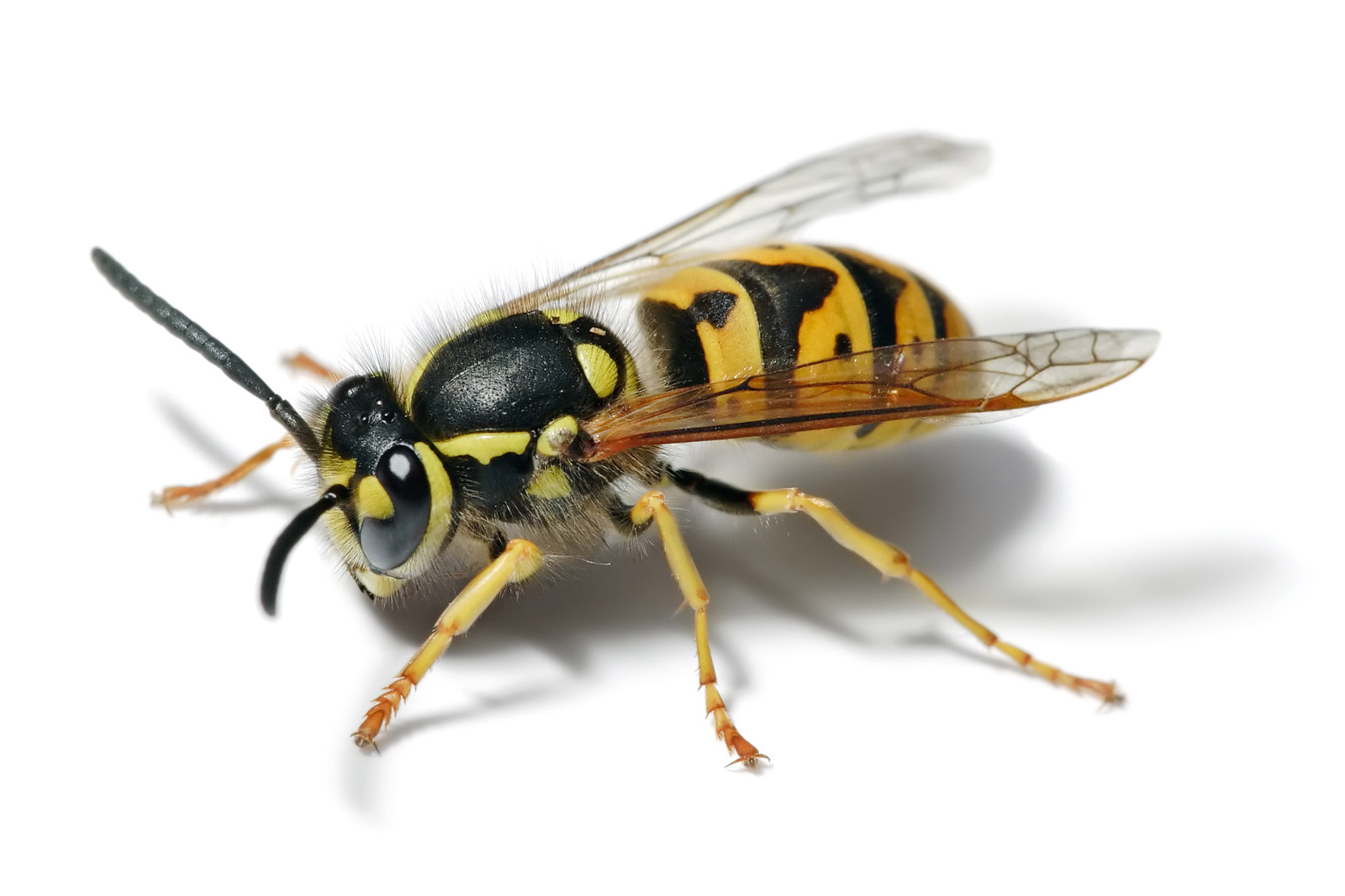
Vespula germanica
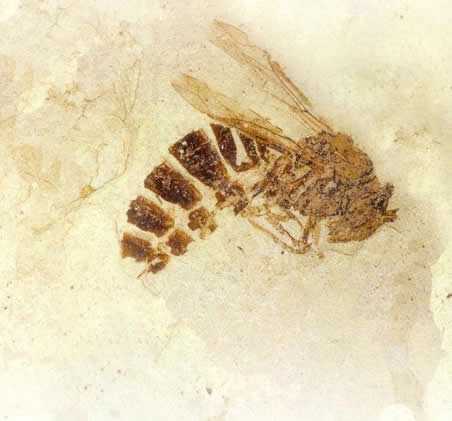
Fossile de Palaeovespa florissantia

## Publication originale
- P. A. Latreille, Histoire naturelle, générale et particulière des crustacés et des insectes, t. 3, Paris, F. Dufart, 1802, 467 p. (lire en ligne), p. 358.